# Вульва
Ву́льва або зовнішні жіночі геніталії (лат. vulva, organa genitalia externa, pudendum femininum, pudendum muliebre) — зовнішні статеві органи жінок і самиць декотрих видів тварин, що охоплюють: лобок, великі й малі статеві губи, голівку та каптур клітора, уретру, вагінальний отвір із гіменом, промежину, а також залози, такі як бартолінові, та судини. Вагіна не є частиною вульви, вона належить до внутрішніх геніталій. Клітор — внутрішній орган, лише його голівка та каптур виходять у вульву.
Малі статеві губи й гімен присутні не в усіх видів тварин, що мають вульву. Часто вульвою називають зовнішні статеві органи самиць декотрих видів тварин лише в межах великих статевих губ, тобто без лобка й промежини.

## Етимологія
Слово «вульва» є науково-медичним терміном, запозиченим з латини. Vulva (також раніша форма «volva») у латині утворене від дієслова volvere — «обгортати», «повертати», «перевертати» (пор. «вольвокс», «револьвер»), а також «обдумувати», «обмірковувати». Буквально — «обгортка», «обкладинка». Дієслово volvere походить від праіндоєвропейського кореня *wel- зі значенням «повертати», «обертати». Також вульву часто неправильно називають вагіною, поширюючи на неї латинську назву.
У латинській лайці вульву (а також вагіну) називали cunnus (слово чоловічого роду, відома також форма жіночого роду — cunna). Воно уживалося в непристойних написах (графіті) і «пріапеях» (соромітних віршах). Щодо походження цього слова висувалося кілька версій. Похідними від нього є непристойні назви жіночого статевого органа в багатьох романських мовах: фр. con, кат. cony, ісп. coño, гал. cona, порт. cona, сард. cunnu, староіт. cunna (у калабрійських говірках слова cunnu and cunna означають «дурень» і «дурна» відповідно). Від цього слова походить і термін «кунілінгус».
У західній культурній традиції все, що пов'язане з сексуальними практиками, вважалося соромітним, непристойним, навіть гріховним і брудним. Отже, розмовні відповідники терміну «вульва» у європейських мовах носять досить непристойний відтінок і тому часто вживаються в лайливих висловах.
Так, поряд із медичним терміном «вульва», в українській мові поширені такі обсценізми, як «пизда» (загальнослов'янське), «кунка», «манда», «кицька» (можливо, калька з англ. pussy або фр. minet, як і рос. киска), «жоломіґа», «курка», «потка» (у говірках Прикарпаття), «вістє», «стулень». У літературі для позначення як вульви, так і жіночих геніталій в цілому, колись широко уживалося слово «лоно» (воно також могло означати й жіночі груди). У ненормативній англійській на позначення вульви існують слова pussy, kitty, cunt або fanny; а також чимало менш відомих.
Питомо українська назва вульви та вагіни — «пизда» — у сучасній мові вважається непристойною. Це слово відоме всім слов'янським мовам: рос. пизда, біл. пізда, пол., чеськ. і словац. pizda, хорв. pízda, серб. пи́зда/pízda (пристойний відповідник для вульви — stidnica/стидница), словен. pizda. Також запозичене до румунської мови (pizda/pizdă). Загальнослов'янське «пизда» споріднене з латис. pīzda (також peža, пристойний відповідник — maksts), лит. pyzda (значення аналогічні слов'янським), дав.-прус. peisda («сідниці»). Уживане зараз щодо жіночих геніталій, колись це слово мало інше значення — «сідниці», «гузка» (пор. англійське сленгове fanny у британському варіанті означає «вульва», в американському — «сідниці»). Згідно з етимологією, запропонованою американським лінгвістом Еріком П. Гемпом у 1968 році, прасл. *pizda походить через прабалтослов'янське *pīˀsdāˀ від пра-і.є. *písdeh₂ (утворене з коренів *h₁epi  — «на», «чим» і *sed- — «сидіти»). Буквально: «на чому сидять», «чим сидять».
Слово «кунка» теж має праслов'янське походження: прасл. *kuna вважають спорідненим з лит. kauns («сором»), виводячи їх від пра-і.є. *kaunos. Можливо, таке ж походження мають словац. okuňat' sa («побоюватися») та okuňavy («невпевнений», «несміливий»). Менш ймовірні порівняння з рос. куна («куниця») і кунное («посаг»), а також з лат. cunnus, тур. kuma («коханка», «наложниця»).
Західноукраїнське «вістє», певно, за походженням пов'язане зі словами «устя» й «увійти».
«Потка» (також «путка»), можливо, походить від праслов. *putja («курка») — пор. «путь-путь» — вигук для підкликання курчат; того ж походження й народна назва чоловічого статевого органа — «пуцька» («поцька»).
Слово «дзю́ндзя» в етимологічному відношенні неясне, припускається звуконаслідувальне походження (укр. дзюндзі, біл. дзюндзіць — «мочитися»). Слово дзюндзик означало «розпусник», а дзюнька — «повія».
Ще одне, жартівливе позначення вульви — «жоломіґа», засвідчене в Прикарпатті, походить від назви музичного інструмента жоломіґи (жоломії), яка за походженням є полонізмом (< szalamaja).

## Зовнішній вигляд

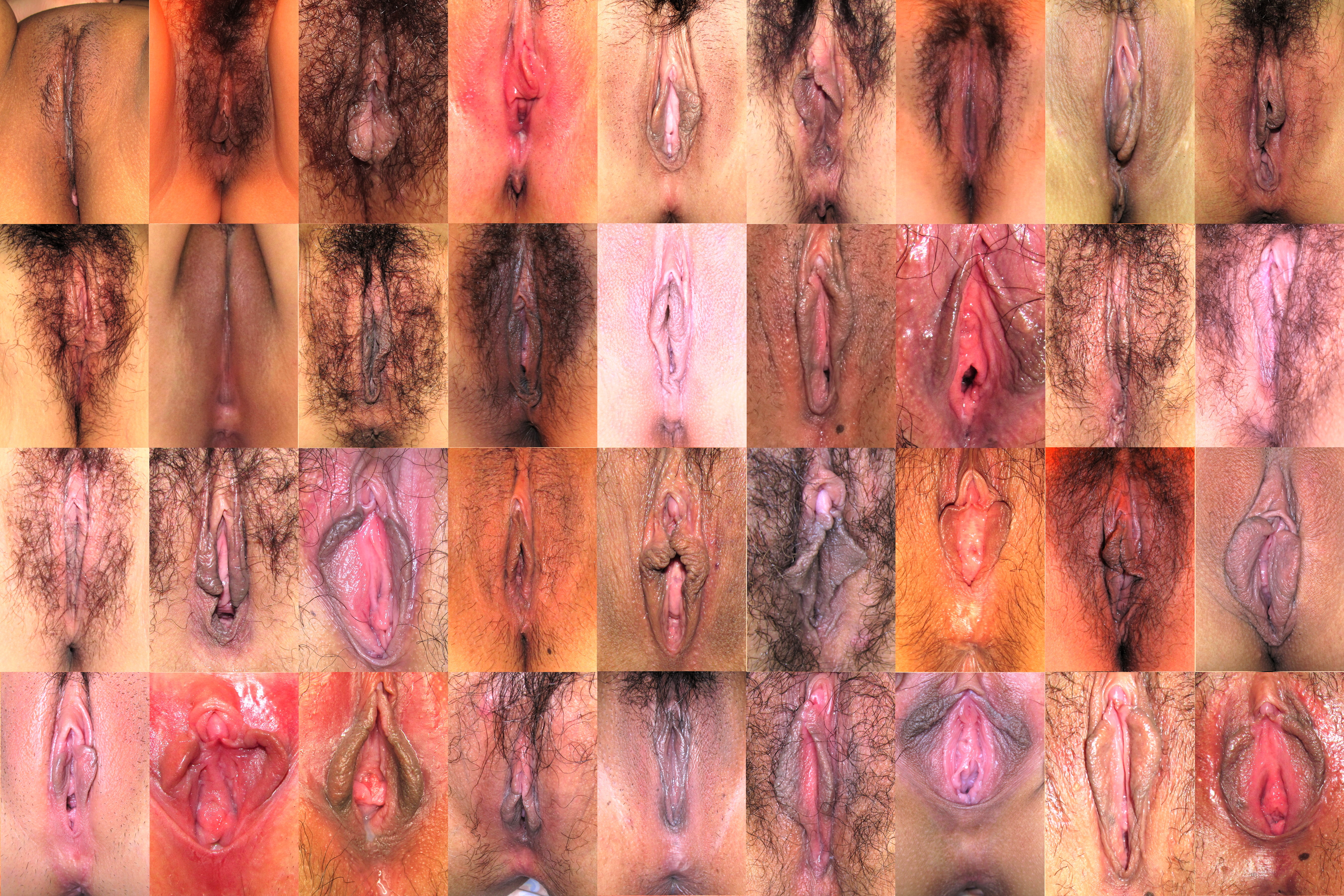
Розмаїття вульв

Сучасна культура, зокрема внаслідок впливу порноіндустрії, сповідує досить жорсткий канон «красивого» вигляду вульви, котрий часто асоціюється з анатомічною нормою (симетрична вульва рівномірного тілесного кольору з прихованими короткими малими статевими губами й невеликою голівкою клітора у худорлявих молодих жінок європеоїдної раси, повністю позбавлена волосся).
Попри це, зовнішній вигляд вульви, розміри й форма її елементів є індивідуальними для кожної жінки й можуть суттєво варіюватися за:
- аногенітальною відстанню (розташуванням ближче до лобка чи до ануса);
- забарвленням, пов'язаним із загальною пігментацією тіла (від блідо-рожевого до темно-коричневого);
- формою та розмірами окремих частин (голівка клітора й статеві губи можуть сильно видаватися назовні, мати різні форми).

Залежно від цих ознак знову-таки з'явились типології вульв, частіше за все порнографічного характеру. Проте будь-яке поєднання елементів і характеристик вульви, котре не заважає здоров'ю та сексуальному життю жінки, є варіантом норми.

### Волосся вульви

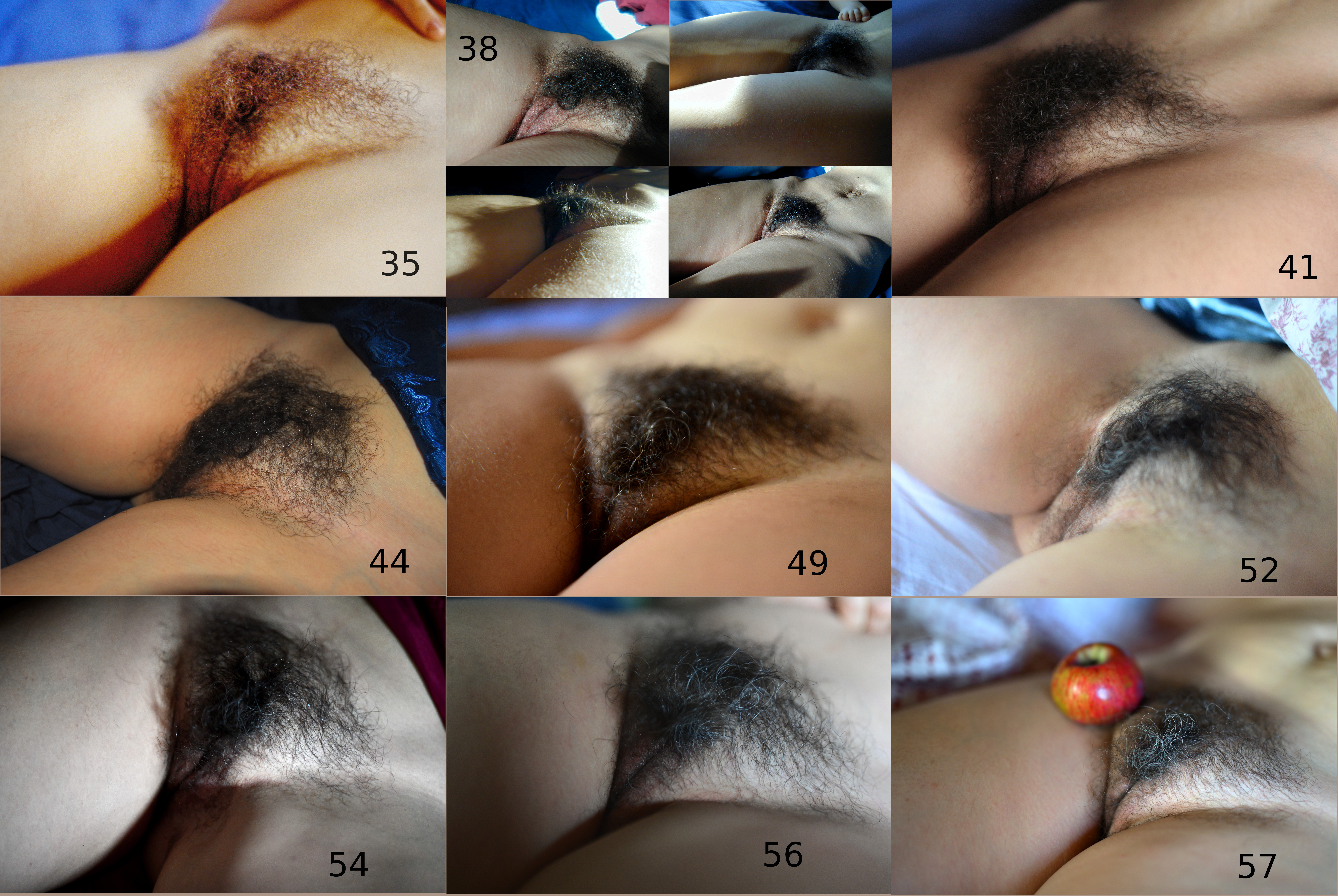
Серія знімків лобкового волосся тривалістю в 20 років (цифрами вказано вік)

У статевозрілих жінок вульва вкрита лобковим волоссям з горизонтальною верхньою межею. Початок оволосіння зовнішніх статевих органів є ознакою початку статевого дозрівання, пов'язаний із початком функціонування яєчників: виробленням ними статевих гормонів, а саме естрогенів. У 10-11 років починається ріст пушкового волосся, у 13-14 років волосся стає жорсткішим і густішим. У деяких випадках волосся виступає за зону бікіні. Після менопаузи оволосіння лобка зменшується у зв'язку зі зниженням рівня естрогенів.
Звичай видаляти волосся на вульві з'явився у стародавніх Єгипті й Греції серед жінок у проституції: вони голили його з гігієнічних міркувань і як відзнаку професії. У мусульманських країнах видалення волосся як під пахвами, так і на лобку й промежині, приписане релігійними звичаями. У західних країнах це стало звичаєм лише між 1915-1945 роками, а широкої популярності набуло тільки у 1980-х — завдяки тому, що порнографія, де виголені статеві органи були нормою, широко розповсюдилася серед населення; а також через поширення відкритих бікіні у 1970-80-х. Відтоді видалення лобкового волосся стало нормою для багатьох жінок. Волосся може видалятися як повністю, так і частково; у вигляді фігурної стрижки (інтимна зачіска) і вбирання прикрасами (бікіні-дизайн). Застосовують різні методи: депіляцію (гоління або хімічне зведення видимої частини волосся) й епіляцію (видалення волосся разом із волосяними цибулинами): пінцетну (рідко), воскову, шугаринг, лазерну та електроепіляцію.

### Прикраси
Окрім інтимних стрижок та бікіні-дизайну, існують інші способи прикрашання вульви. Так, татуювання лобка відоме як «інтимне тату».
У деяких народів Південно-Східної Азії, від Індії до Індонезії, здавна існує традиція робити пірсинг на статевих органах. Так, пірсинг статевого члена згадується в Камасутрі у ІІ ст. За останніх часів пірсинг геніталій поширився у західних країнах, як серед чоловіків, так і серед жінок. Мотивом до носіння прикрас слугує, крім естетичного бажання, поширена думка, що вони додатково стимулюватимуть ерогенну зону.
Пірсинг роблять на різних частинах вульви: лобку, каптурі клітора, великих і малих статевих губах, переддвер'ї вагіни. Налічують до десятка різновидів жіночого генітального пірсингу: пірсинг голівки, каптура, тіла клітора (пірсинг «Ізабелла»), статевих губ, пірсинг «трикутник», «фуршет», пірсинги «Нефертіті», «Кристина» й «Принцеса Альбертина».

## Опис

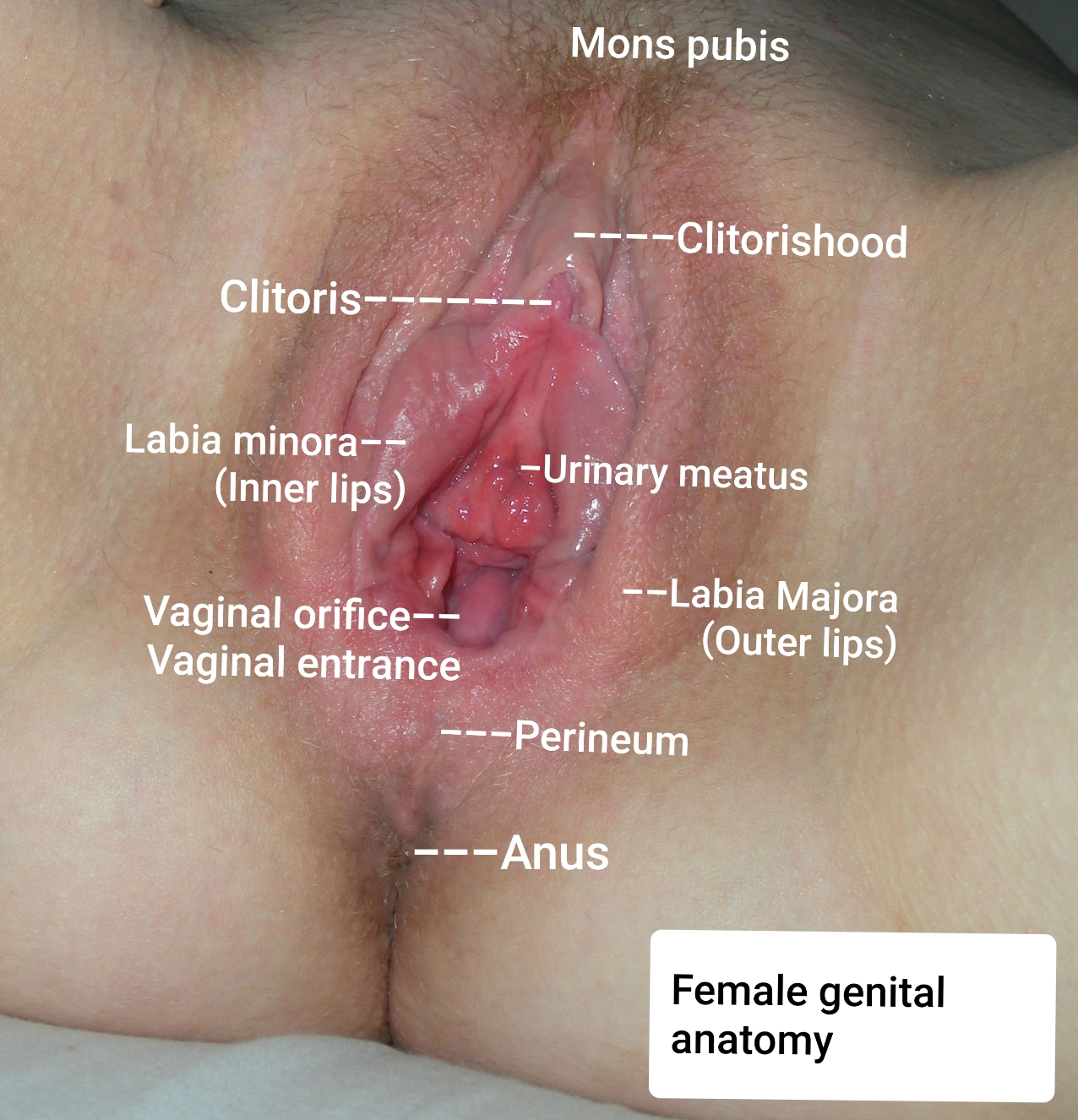
Частини вульви

### Лобок
Лобок (лат. mons pubis) — ділянка нижньої частини черевної стінки, розташована у вигляді трикутника між двома пахвинними складками. Інші назви — «лоно», «Венерин горбок» (лат. mons Venus, mons veneris). Завдяки підшкірній жировій клітковині, яка інтенсивно розвивається в період статевого дозрівання, лобок виступає у вигляді підвищення. У зрілих жінок він вкритий коротким волоссям, із горизонтальною верхньою межею (оволосіння за жіночим типом).
Ріст волосся вгору по середній лінії живота до пупка є оволосінням за чоловічим типом. У дівчаток до пубертатного періоду оволосіння на лобку відсутнє; після менопаузи воно значно рідшає у зв'язку з гормональними змінами.

### Великі статеві губи
Великі статеві губи (лат. labia majora) — дві поздовжні шкіряні складки зі сполучною тканиною та жировою основою, які зливаються на лобку й перед промежиною, утворюючи передню (лат. commissura labiorum majorum anterior) та задню (лат. commissura labiorum majorum posterior) злуки (спайки). Задня злука називається вуздечкою статевих губ. Внутрішня поверхня великих статевих губ, яка містить сальні та потові залози, вкрита шкірою, що має характер слизової оболонки. 

#### Бартолінові залози
У нижній третині великих статевих губ розташовані парні бартолінові залози (лат. glandulae Bartholini), які під час сексуального збудження виробляють секрет лужної реакції, що зволожує вагінальний отвір. Бартолінові залози альвеолярно-трубчасті, їхні вивідні протоки відкриваються в борозенці між малими статевими губами та гіменом. Під шкірою верхньої межі великих статевих губ закінчується кругла зв'язка матки.

### Малі статеві губи

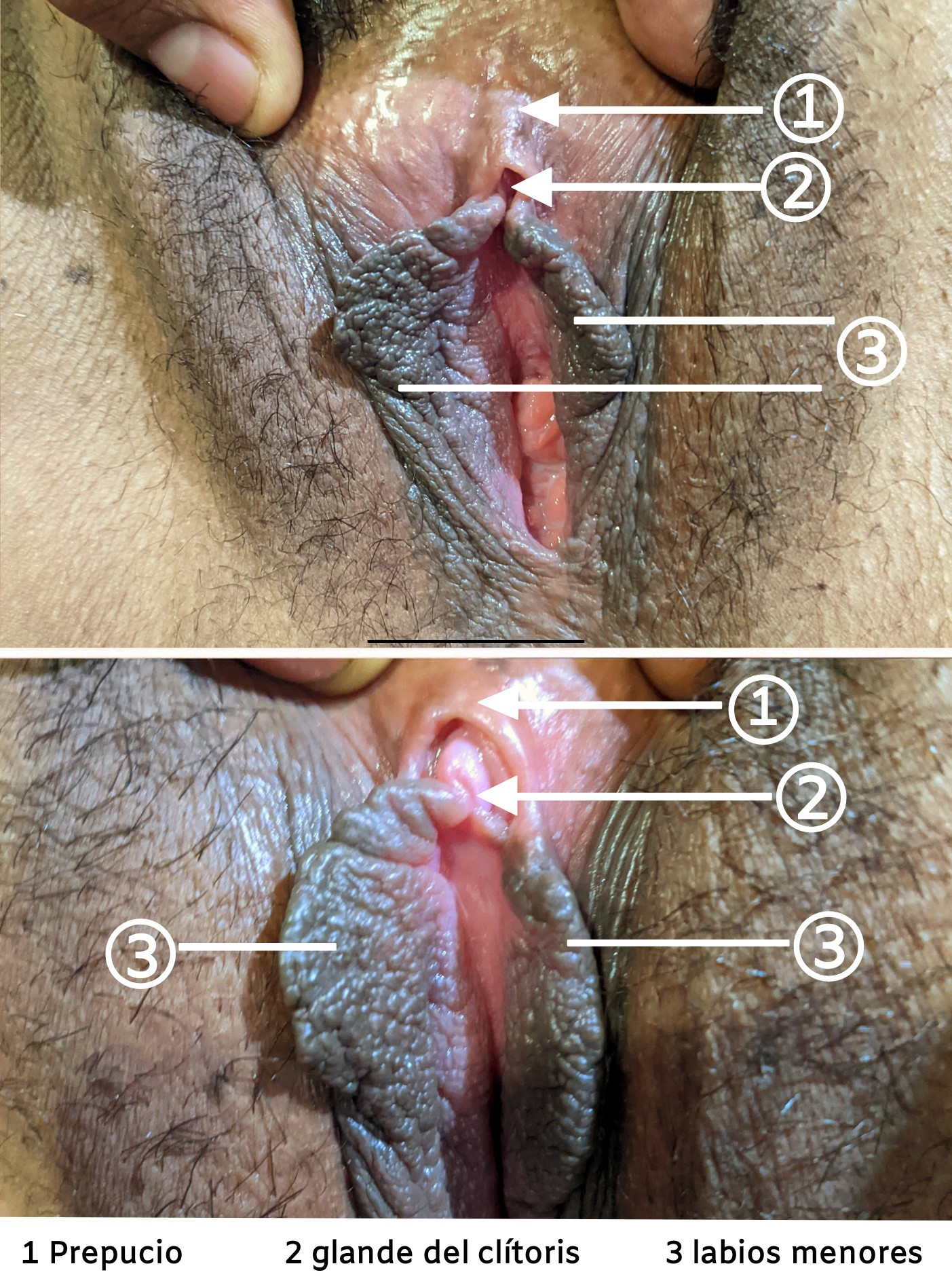
Каптур клітора (1), голівка клітора (2), малі статеві губи (3)

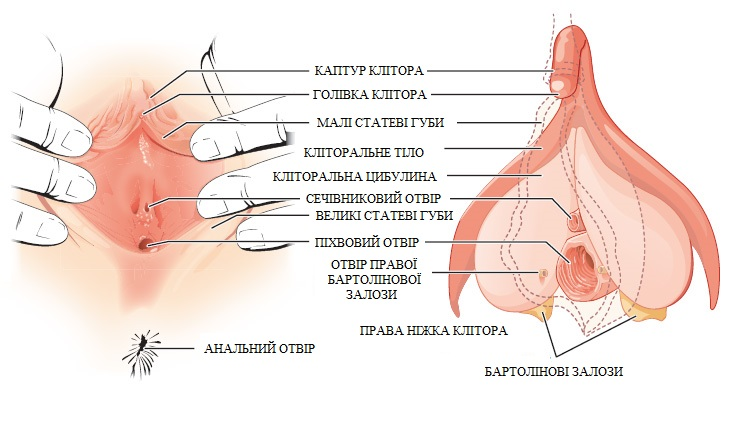
Клітор і вульва (видимі і внутрішні частини)

Малі статеві губи (лат. labia minora) або «німфи» (лат. nymphae) представлені двома шкірними складками, розміщеними паралельно й досередини від великих статевих губ. Передній край кожної з малих губ роздвоюється на дві менші складки: верхні з'єднуються за голівкою клітора, утворюючи його каптур (лат. praeputium clitoridis); а нижні з'єднується між собою й нижньою частиною голівки, утворюючи вуздечку клітора (лат. frenulum clitoridis). Між голівкою клітора та його каптуром знаходиться кліторальна борозна (лат. sulcus clitoridis).
Ззаду малі статеві губи зливаються з великими у вуздечку статевих губ. Розтягаючи статеві губи й напружуючи вуздечку, попереду неї можна побачити човноподібну заглибину (лат. fossa navicularis). Малі статеві губи у зрілих жінок містять велику кількість сальних залоз, у дівчат на внутрішній поверхні малих губ сальні залози відсутні. У товщі малих статевих губ проходять численні судини, гладком'язові волокна, нервові закінчення, як у типових еректильних структурах.

### Голівка клітора
Клітор (лат. clitoris) — жіночий статевий орган, більша частина якого знаходиться в глибині тіла, а назовні виступає тільки голівка (лат. glans clitoridis), розташована в передній спайці малих статевих губ. Голівка клітора оточена виростками малих статевих губ, які формують каптур клітора (лат. praeputium clitoridis) та вуздечку клітора (frenulum clitoridis). Ззовні клітор вкритий ніжною шкірою з великою кількістю сальних залоз, що виділяють смегму. Клітор гомологічний пенісу: теж містить печеристі тіла, здатні до ерекції, має вдвічі більшу за пеніс кількість нервових закінчень і забезпечує оргазм.

### Уретра
Сечівник (лат. urethra) у жінок 3-4 см завдовжки, дві третини його розташовані безпосередньо над передньою вагінальною стінкою. Він має внутрішній та зовнішній сфінктери. По його латеральній стінці розташовані парауретральні залози, секрет яких слугує для зволоження сечівника. Їхні протоки відкриваються поблизу отвору сечівника: уретри, яка знаходиться на 2-3 см нижче клітора.

### Гімен
Гімен (лат. hymen) — сполучнотканинна отвірчаста перетинка між зовнішніми й внутрішніми геніталями. Отвір(-и) гімену можуть мати різну форму. Гімен багатий на дрібні кровоносні судини й нервові волокна, із чим пов'язані кровотеча та біль при його травмуванні, яке може ставатися й у цнотливих дівчат при інтенсивних заняттях спортом, мастурбації, користуванням тампонами, менструальними чашами, при гінекологічних оглядах тощо. Зі статевим дозріванням гімен набуває достатньої еластичності, щоб перености вагінальний секс без травм. Якщо під час статевого акту гімен надривається, це стається, як правило, в радіальному напрямку, утворюються гіменальні сосочки (лат. carunculae hymenales), а після пологів залишки гімену нагадують миртоподібні сосочки (лат. carunculae myrtiformes). Рідкісними є повне зрощення гімену (тоді менархе може загрожувати життю й потрібне хірургічне втручання) або його відсутність.

### Вагінальне переддвер'я

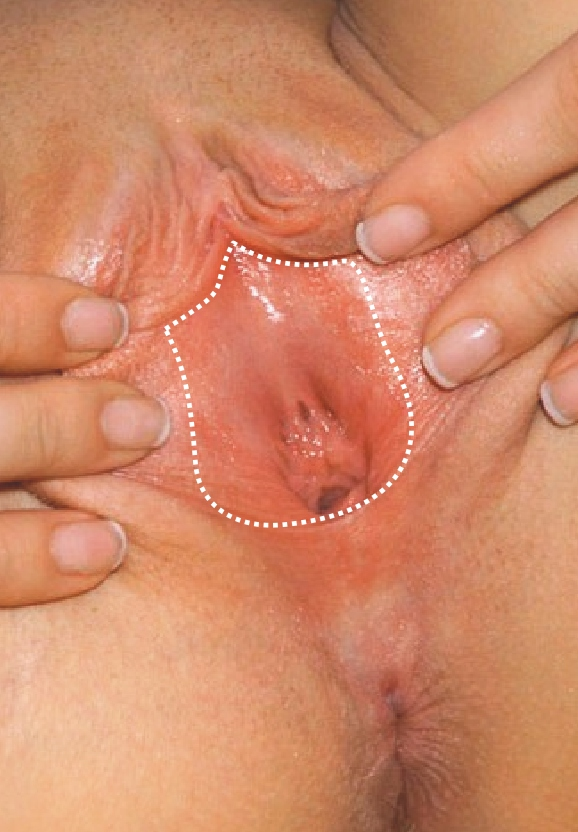
Переддвер'я вагіни

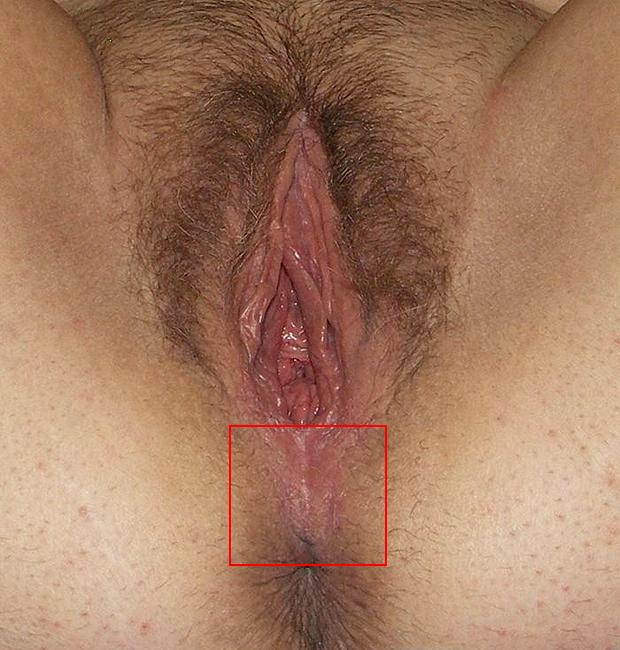
Промежина

Переддвер'я, або присінок (лат. vestibulum vaginae) — частина вагіни, обмежена з боків малими статевими губами, спереду — клітором, ззаду — задньою спайкою статевих губ, зверху — гіменом. У присінок відкриваються сечівник, отвір якого розміщений на підвищенні передньої стінки піхви — (лат. carina urethrae), піхва, протоки присінкових (вестибулярних) залоз — малих чи парауретральних (лат. glandulae paraurethrales) і великих чи бартолінових (лат. glandulae Bartholini). Присінок поділяють на дві ділянки: передній уретральний (лат. introitus urethrae), і задній гіменальний (лат. introitus vaginae). Між малими статевими губами та гіменом знаходиться німфогіменальна борозна (лат. sulcus nymphohymenalis). По обох боках уретри розташовані дві невеличкі заглибини — парауретральні крипти, рудименти Вольфових каналів. Окрім того, по колу його отвору знаходиться низка сліпих ходів (лакун), вистелених циліндричним або перехідним епітелієм.

### Промежина
Промежина (лат. perineum) — простір між вуздечкою статевих губ та анусом (акушерська промежина). М'язову основу її складають м'язи сечостатевої та тазової діафрагм. Зовні промежина вкрита шкірою, на якій видно лінію від задньої спайки до заднього проходу — шов промежини. Висота промежини у більшості жінок становить 3-4 см.

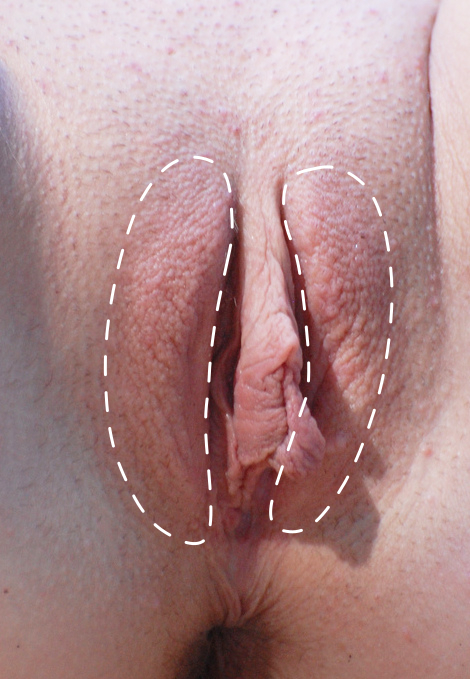
Епільована вульва. Великі статеві губи виділено
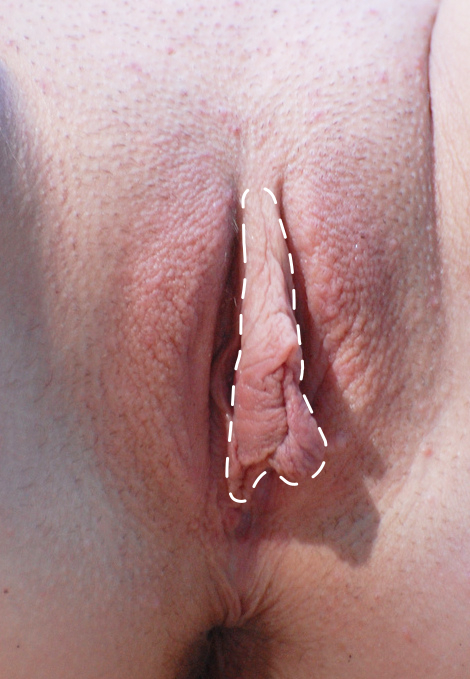
Епільована вульва. Малі статеві губи виділено

## Функціонування

### Кровопостачання, лімфотік, іннервація
| Артеріальною кров'ю вульва забезпечується через три артерії: | Венозна кров відводиться з вульви у трьох напрямках: |
| --- | --- |
| 1) загальну внутрішню статеву артерію (arteria pudenda communis interna), яка є гілкою нижньочеревної артерії (arteria hypogastricae); 2) зовнішню статеву артерію (arteria pudenda externa), яка є гілкою стегнової артерії (arteria femoralis); 3) зовнішню сім'яну артерію (arteria spermatica externa), яка є гілкою внутрішньої здухвинної артерії (arteria epigastricae interna). | 1) через дорсальну вену клітора (vena dorsalis clitoridis) до сплетіння сечового міхура (plexus vesicalis) за лобковим зрощенням, а далі — у внутрішню статеву вену (vena pudenda interna); сюди ж через гемороїдальну вену (vena haemorrhoidalis) йде венозна кров з цибулин присінку, статевих губ і промежини; 2) через зовнішню статеву вену (vena pudenda externa) у велику підшкірну вену ноги (vena saphena magna); 3) через замикальну вену (vena obturatoria). |

Лімфатичні судини вульви збираються до зовнішніх лімфатичних вузлів (lymphoglandulae inguinales superficiales), які лежать під і над Пупартовою зв'язкою.
Нерви зовнішніх геніталій являють собою гілки загального статевого нерва (nervus pudendus communis), який йде з сакрального сплетіння і nervus genitocruralis.

### Секреція
Під час сексуального збудження бартолінові залози виділяють секрет, який змащує вагінальний отвір і полегшує коїтус. Сальні залози навколо клітора утворюють смегму, яка накопичується у складках малих статевих губ та біля клітора.

### Вульва у циклі сексуальних реакцій
Практично вся вульва пронизана нервовими закінченнями: загальна їх кількість близько 8000, причому іннервація кожної жінки індивідуальна. Головною ерогенною зоною жінки є клітор (голівка). Також ерогенними є малі та великі статеві губи, вагіна від переддвер'я до першої третини і промежина.

Цикл сексуальної реакції вульви: збудження, плато, оргазм, розслаблення

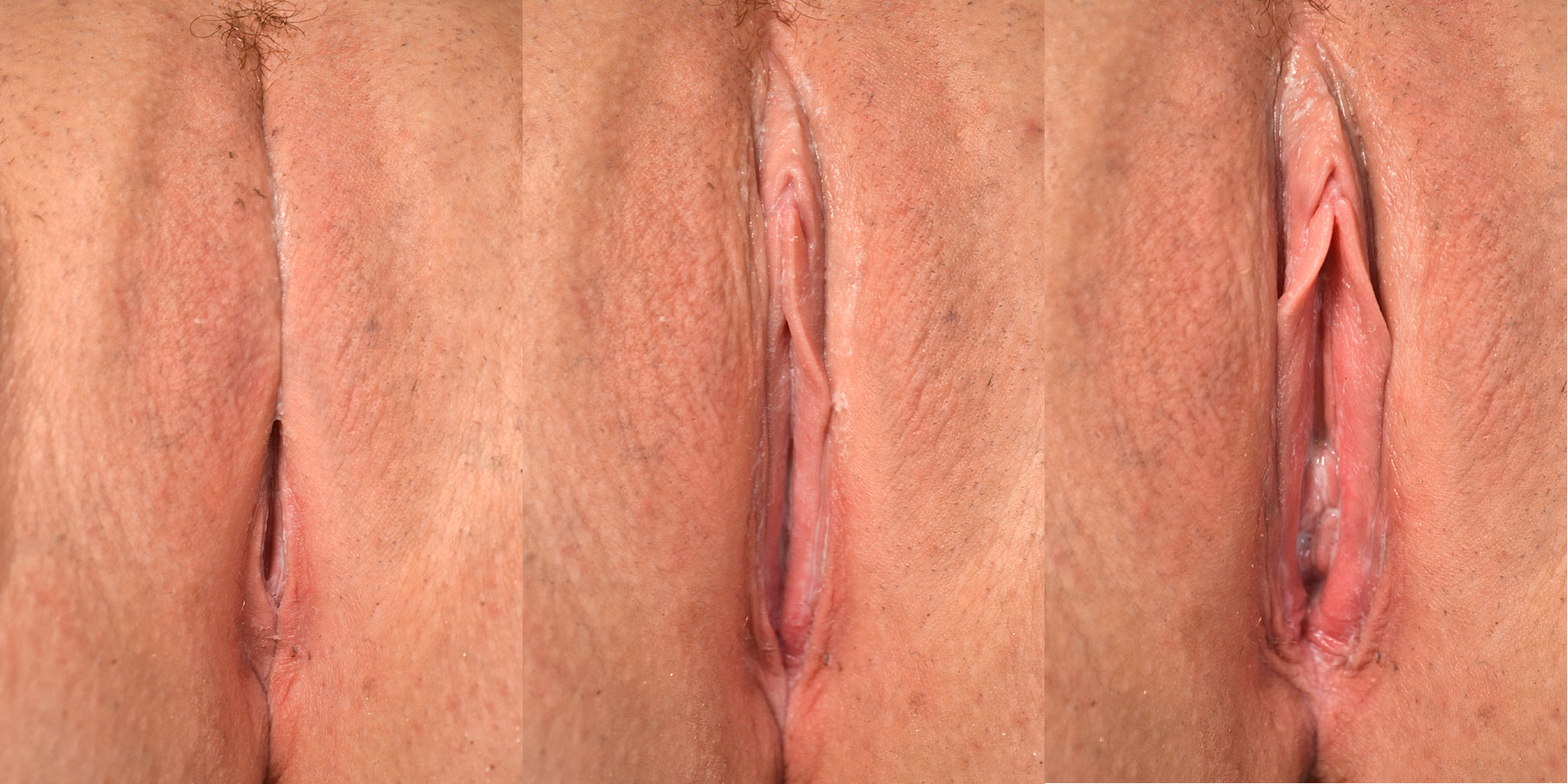
Наповнення кров'ю статевих губ під час сексуального збудження

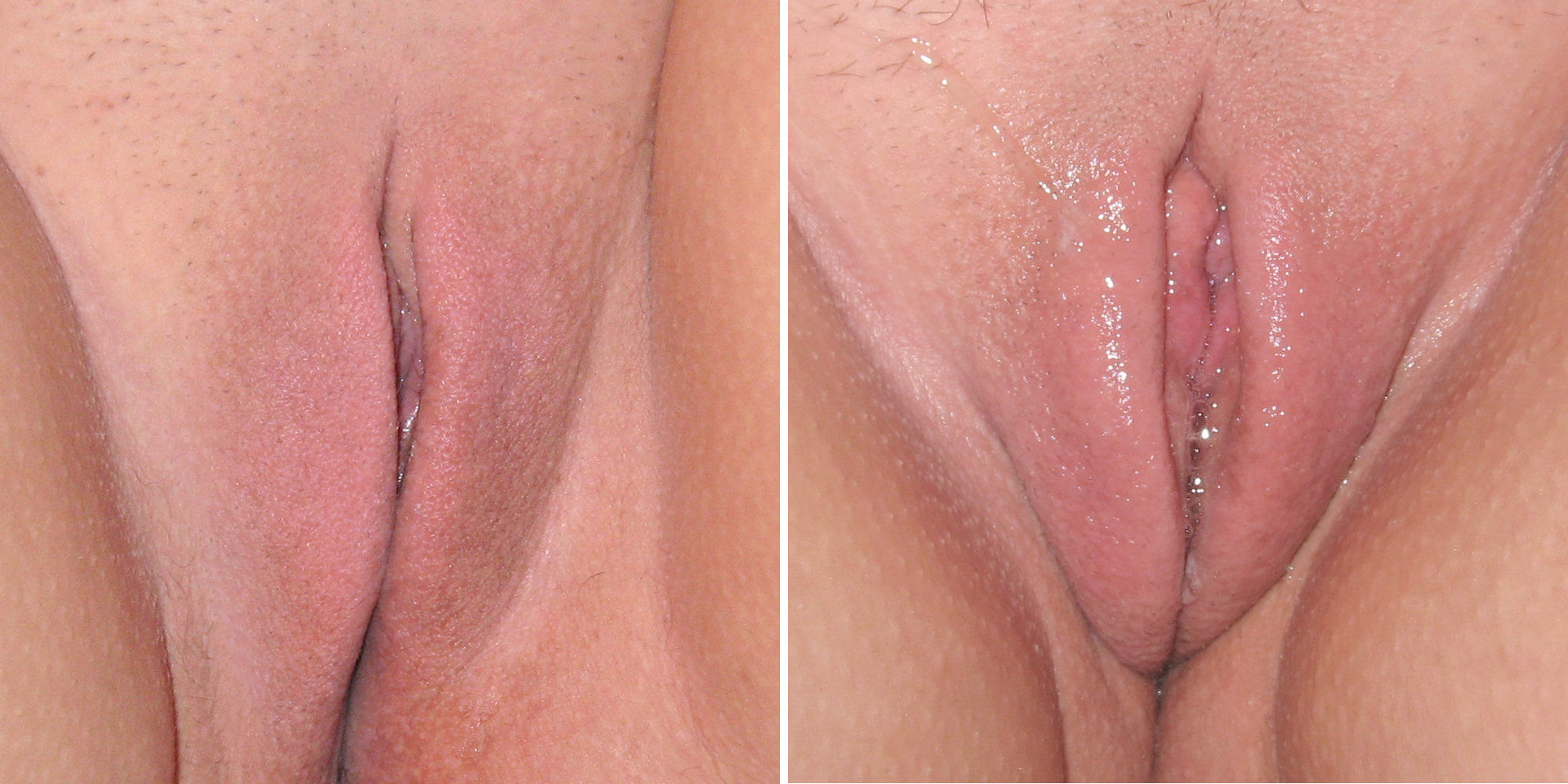
Вульва у спокійному та збудженому стані

Якісна прелюдія (стимуляція ерогенних зон) перед вагінальним сексом є умовою повноцінного оргазму: збудження у жінок наростає повільніше, ніж у чоловіків. Стимуляція вульви ефективна і досить розмаїта: виконувана руками (погладжування, масаж, фінгеринг), язиком та губами (кунілінгус), будь-якими іншими частинами тіла (петинг, трибадизм) чи секс-іграшками (вібратор). Прелюдія сприяє оргазму, незалежно від будови геніталій жінки і рівня її сексуальної збуджуваності.
1. Фаза збудження. Виділення вагінального секрету, спричинене припливом крові (вазоконгестією) до стінок вагіни. Великі статеві губи розгортаються, а малі губи і клітор збільшуються у розмірах. У жінок приплив крові до геніталій є менш помітним зовнішньо, ніж у чоловіків, оскільки основна еректильна тканина розмішена у внутрішній частині клітора.
2. Фаза плато. Приплив крові спричинює набухання вагіни, зменшуючи розміри вагінального отвору приблизно на 30 %. Починається ерекція клітора, який зміщується у напрямку до лобкової кістки, ховаючись у каптур. Малі статеві губи потовщуються приблизно у 2-6 разів. У результаті цього голівка клітора опиняється прихованою, частково захищеною від прямого дотику. Проте стимуляція лобка або статевих губ спричиняє збудження клітора. Процес супроводжується помітними змінами кольору малих статевих губ. У жінок, що ніколи не були вагітні, малі губи з рожевих стають яскраво-червоними, а у жінок, які вже народжували, забарвлення варіює від яскраво-червоного до темно-вишневого, оскільки густіша мережа кровоносних судин уможливлює сильніший приплив крові до ділянки. У праці «Сексуальні реакції людини» Вільям Мастерс і Вірджинія Джонсон відзначають, що ефективна сексуальна стимуляція після цих змін завжди приводить до оргазму[24].
3. Фаза оргазму. Безпосередньо перед фазою оргазму набухання голівки клітора стає граничним, вона ховається у кліторальний каптур. Деякі вважають це прийомом для захисту чутливої голівки під час оргазму. Цікаво, що під час оргазму не відзначається помітної реакції голівки клітора[25]. Одразу після оргазму клітор буває настільки чутливим, що будь-яка його стимуляція викликає дискомфорт[26].
4. Фаза розслаблення. Кров відливає від геніталій (у разі відсутності оргазму повільніше). Вагінальний отвір повертається до нормальних розмірів. Клітор і статеві губи набувають звичайних форми й кольору.

## Розвиток

### У тварин
Вульва присутня у самиць всіх плацентарних і сумчастих ссавців. У більшості звірів наявні лише великі статеві губи, малі існують тільки у приматів. Гімен мають тільки примати, сумчасті, гризуни і копитні. У молодих самиць кротів статевий отвір відсутній, а у дорослих відкритий тільки у період розмноження (щоб перешкоджати потраплянню туди ґрунту). У самиць гризунів, комахоїдних і кажанів після коїтусу у вульві утворюється слизовий корок, який замикає вагінальний отвір.
Термін «вульва» може також уживатися щодо зовнішнього статевого отвору самиць інших тварин, наприклад, круглих червів (Nematoda).

Вульва тварин
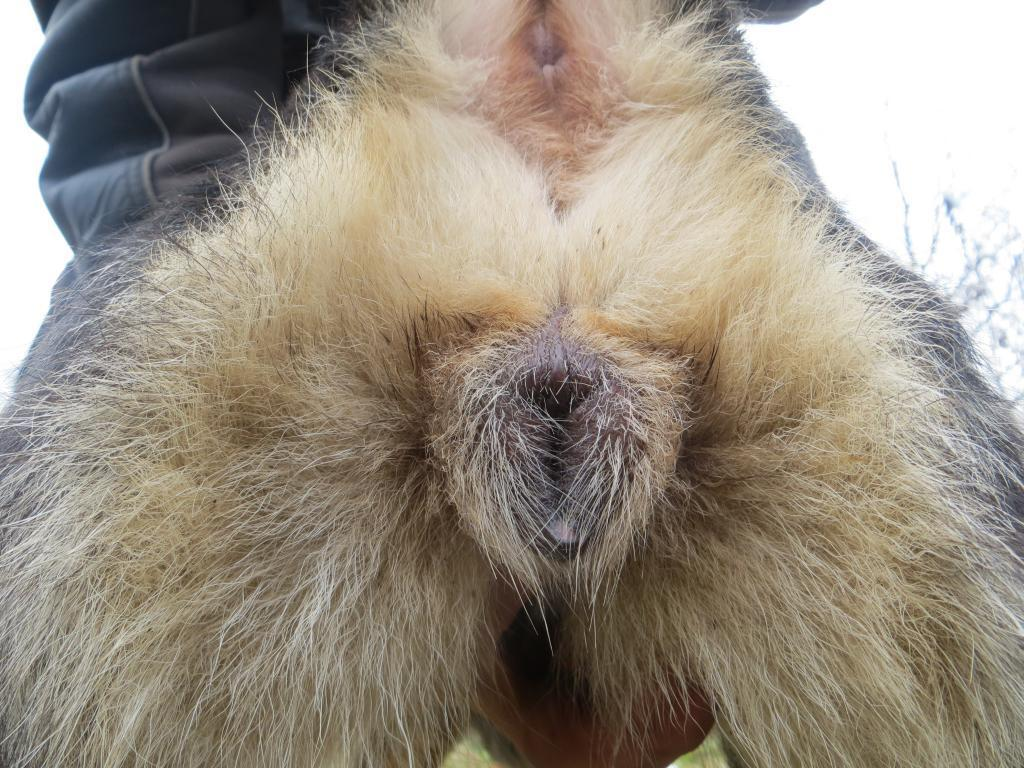
Вульва і анус німецької вівчарки
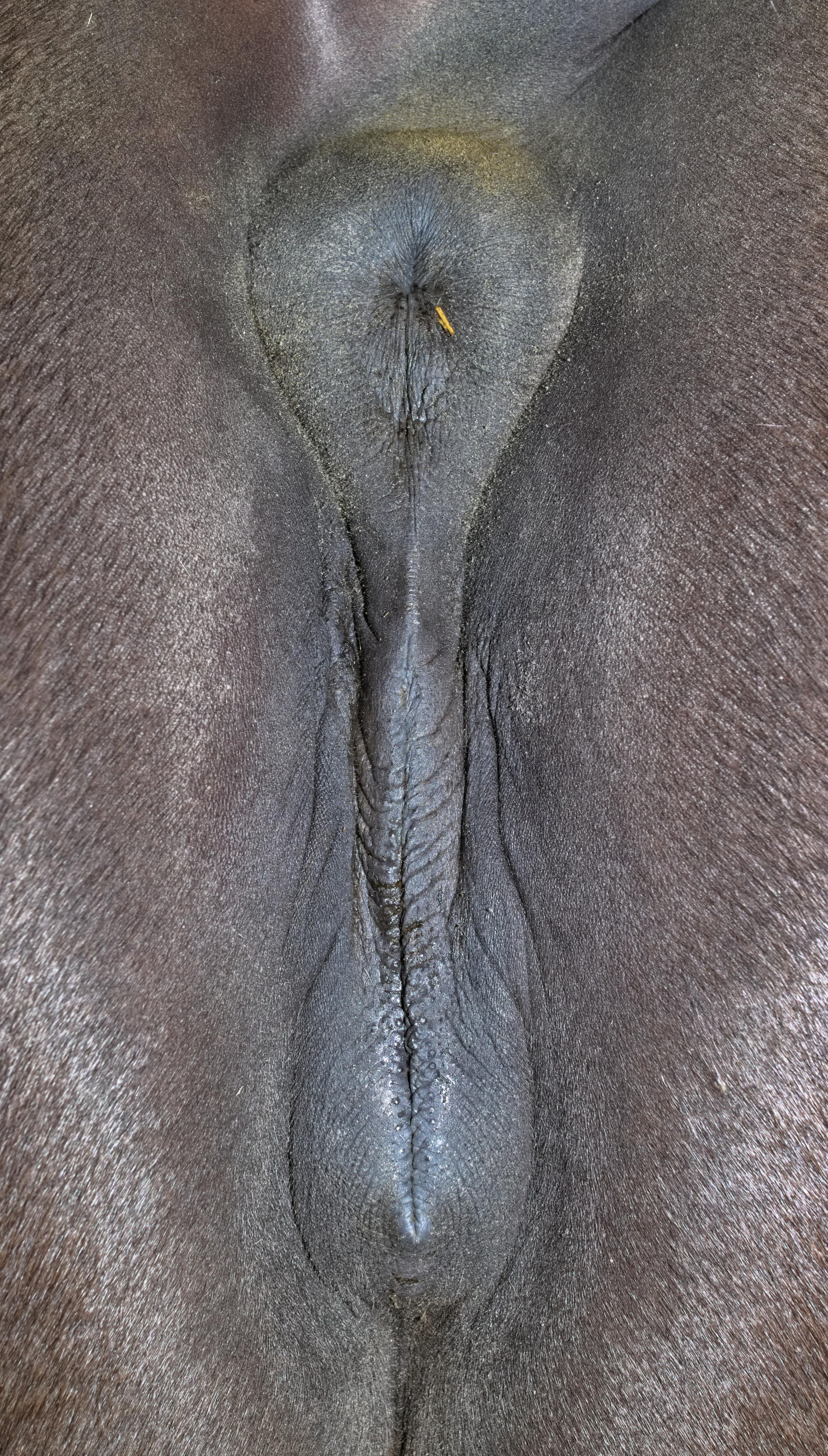
Вульва і анус кобили
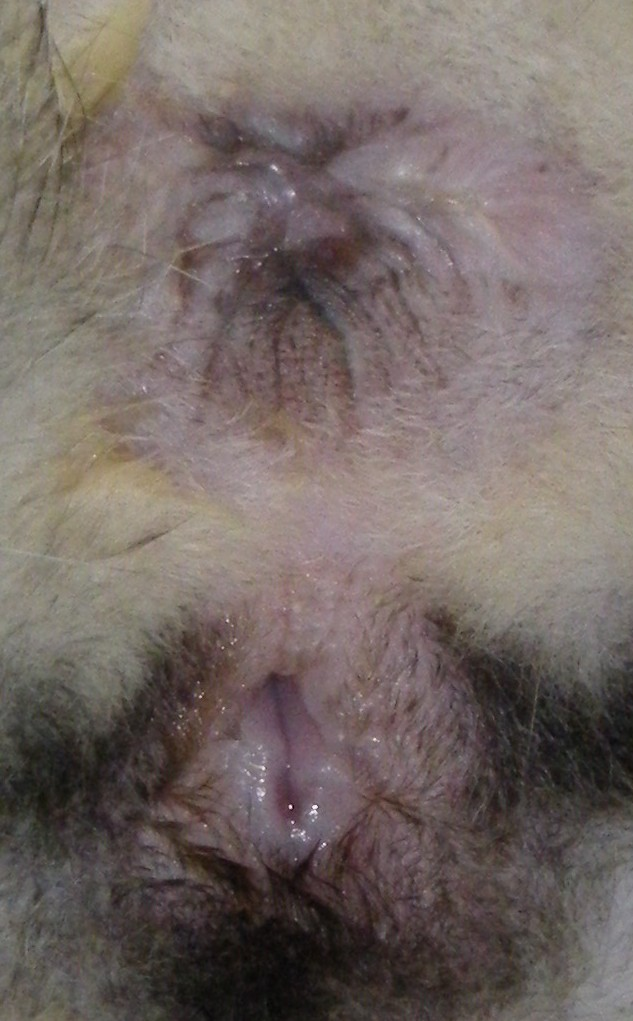
Вульва і анус кішки
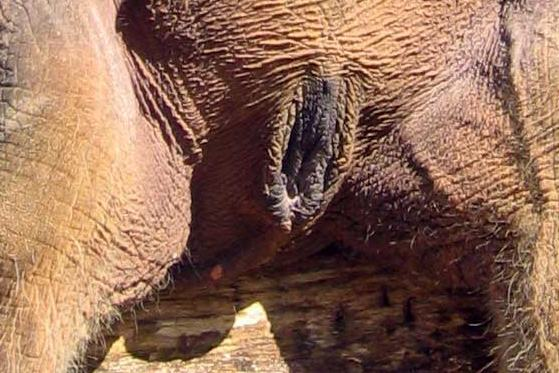
Вульва самки слона

### Статева гомологія

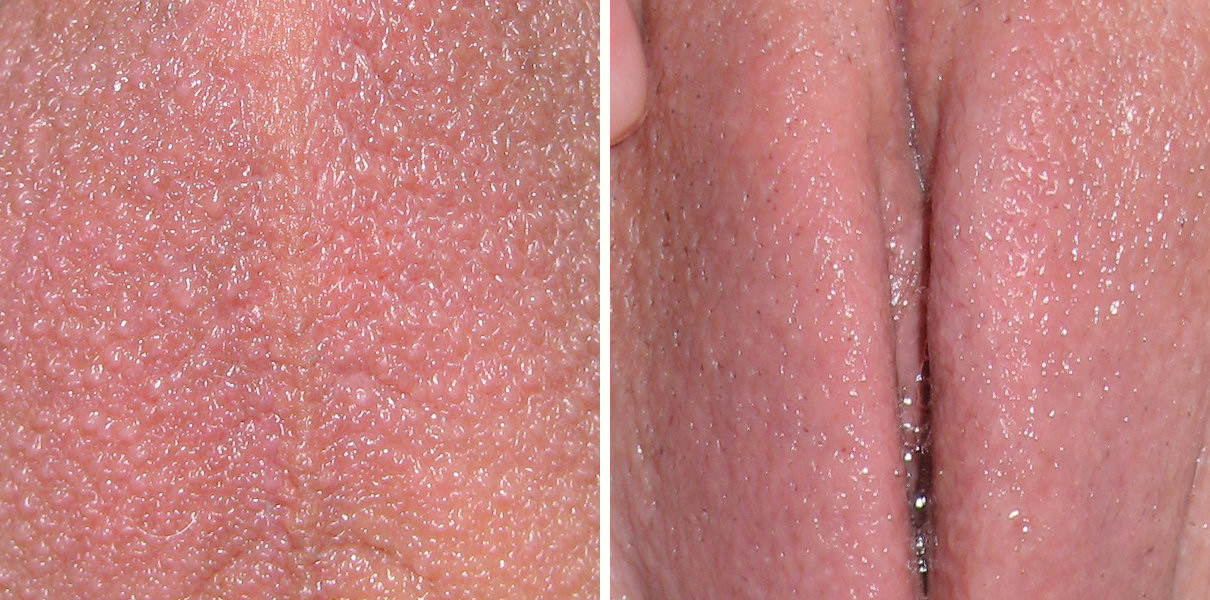
Шкіра гомологічних органів: мошонки і великих статевих губ

Зовнішні чоловічі та жіночі статеві органи розвиваються з тих же зародкових структур (статевого горбка з навколишніми тканинами), отже, вони є гомологічними: голівка клітора гомологічна голівці пеніса, печеристе тіло і ніжки клітора гомологічні печеристому тілу пеніса; кліторальні цибулини під шкірою малих губ — губчастому тілу, крайня плоть клітора і великі статеві губи гомологічні крайній плоті пеніса, чоловічій калитці й покривній шкірі пеніса відповідно, малі статеві губи — губчастій частині чоловічого сечівника, а бартолінові залози піхви — Куперовим (бульбоуретральним) залозам в основі пеніса.

### Внутрішньоутробний розвиток

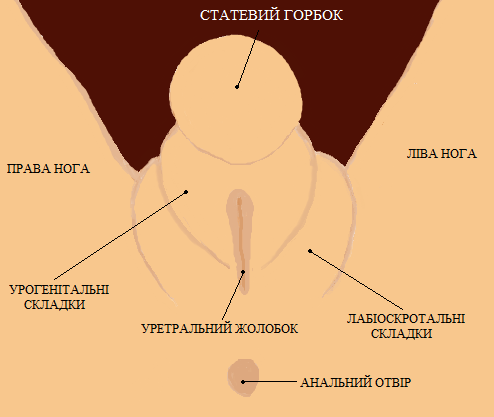
Статевий горбок з навколишніми структурами на 9-11 тижні

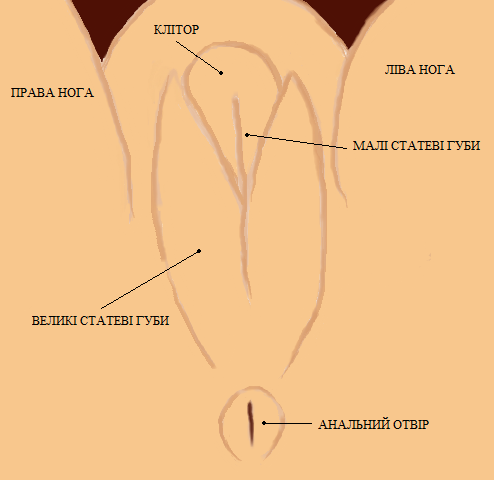
Геніталії жіночого ембріона, 17 тиждень

Розвиток ембріона жіночої статі починається у разі відсутності у зиготі SRY-гена (який міститься у Y-хромосомі). До 9 тижня його статева система невідрізнювана від ембріона чоловічої статі. Зі 6 тижня у зародка помітно випинання між ніжками, розміром не більше шпилькової голівки. Це статевий горбок (tuberculum genitale), який надалі перетворюється у печеристі тіла клітора (або пеніса). Його оточують урогенітальні (сечостатеві) складки, у свою чергу оточені лабіоскротальними (губнокалитковими) складками. Під горбиком розташований уретральний жолобок (сечостатевий синус). На 12-14-му тижні за допомогою ультразвукового обстеження з ймовірністю 50 % можливо визначити стать: у жіночого ембріона статевий горбок випинається як продовження хребетного стовпа під кутом менш ніж 30 %. З того часу статева система жіночого ембріона розвивається своїм шляхом: естроген та інші гормони матері спричиняють її розвиток. На 13-17-му тижні статевий горбок розвивається у майбутній клітор. Тим часом урогенітальні складки розвиваються у малі статеві губи, наростаючи уздовж колишнього статевого горбка, здебільшого позаду його, утворюючи вуздечку клітора. Лабіоскротальні складки продовжують також рости й утворюють великі статеві губи; їхні передні та задні ділянки, зливаючись, формують спайки великих статевих губ. Уретральний жолобок перетворюється на сечівник. На 20-й тиждень формування геніталій у цілому завершено.

### Дитинство
Вульва новонародженої дещо збільшена через вплив підвищеного рівня гормонів матері крізь тканини плаценти. Слизова передсінку потовщена і має червоний колір. Через кілька тижнів рівень естрогену падає, слизова тоншає і світлішає. Клітор пропорційно до розмірів тіла теж трошки більший, ніж у дорослої жінки. До 8 років великі статеві губи не повністю покривають малі через недостатню вираженість підшкірної клітковини. Малі статеві губи тонкі, рожевого кольору, а гімен тонкий і пухкий, розмір отвору близько 0,5 см. У підлітковому віці посилюється вироблення естрогенів, слизова присінку товстішає, розмір гіменального отвору сягає 1 см.
Перед початком статевого дозрівання вульва виглядає розташованою більш попереду, ніж у дорослих, тому зміни пропорцій статевих губ добре помітні. Лобок також збільшується і починає видаватися уперед. Розташування шарів підшкірного жиру теж має свій вплив на формування вигляду зовнішніх геніталій.

### Репродуктивний вік

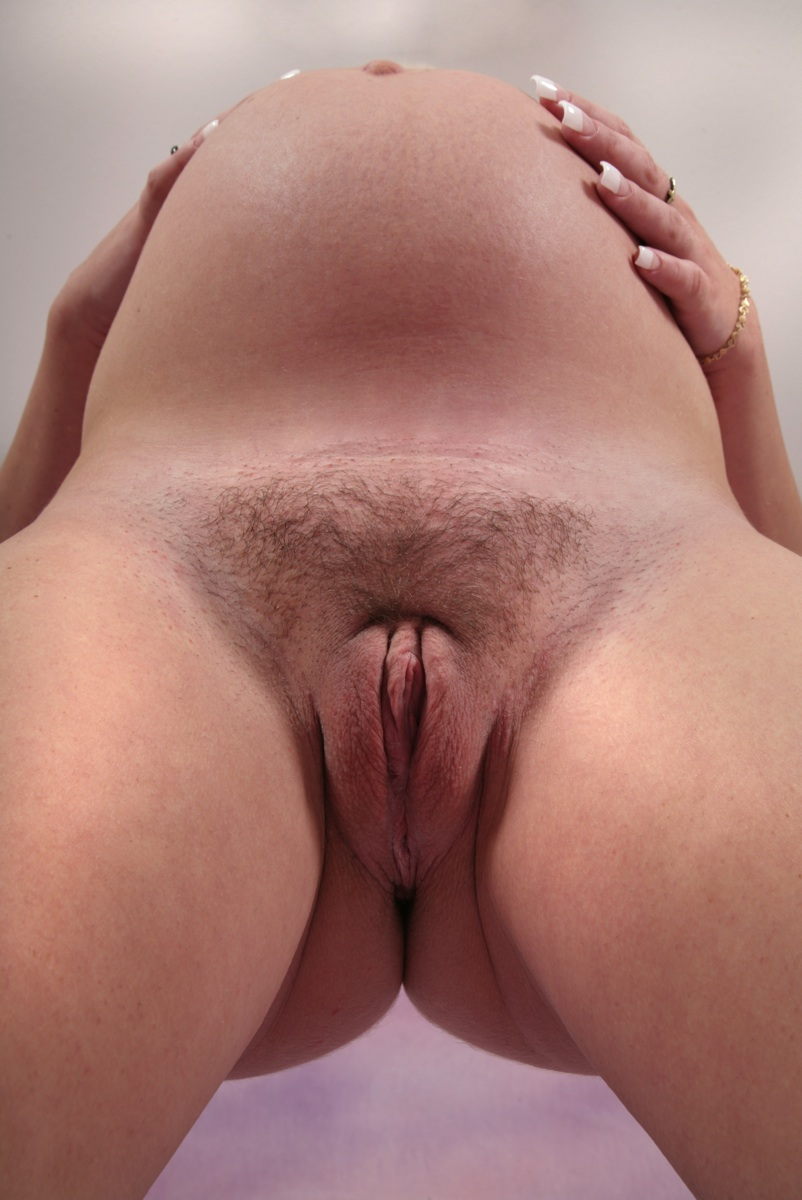
Вульва під час вагітності

Настання статевої зрілості знаменує поява вторинних статевих ознак. Тканини вульви збільшуються і стають виразнішими. Область вульви темнішає: з'являється оволосіння, яке починається з великих статевих губ і закінчується на лобку, може поширюватися на внутрішню поверхню стегон і промежину. Виділяють кілька стадій оволосіння (періоди Теннера).
Початок сексуального життя зазвичай пов'язаний з травмою гімену (хоча необов'язково під час дефлорації).

### Під час пологів
Як і вагіна, вульва теж розтягується під час пологів, щоб забезпечити проходження голови плода. У певних випадках можливі надриви (чи хірургічні надрізи) вагінального отвору, промежини статевих губ, клітора. Після пологів практично завжди зникають залишки гімену.

### Після менопаузи
Після менопаузи секреція жіночих гормонів, зокрема естрогену, знижується, що спричиняє редукцію статевої системи. Лобок, клітор і статеві губи зменшуються у розмірах, волосся на лобку зріджується.

## Здоров'я

### Догляд
Догляд геніталій дівчинки складніший, ніж хлопчика. Омиваються вони тільки у чистій воді й чистій ванночці, виключно спереду назад, щоб звести до мінімуму потрапляння мікробів з анального отвору до вагінальної мікрофлори, що може її порушити. Після купання геніталії просушують стерильною серветкою, промочуючи нею область статевих губ і пахвинної складки.
Догляд вульви дорослої жінки також вимагає обережності, адже її оболонка чутлива та вразлива. Не варто терти вульву мочалкою чи губкою: це завдасть мікроскопічних подряпин. Підмиватися варто теплою водою, знову ж рухаючись від лобка до ануса, щоб не занести на вульву мікроби з прямої кишки (туалетний папір використовується у тому ж напрямку). При використовуванні струменя душу не спрямовувати його прямо у вагіну: так змивається захисна змазка, що не дозволяє мікробам проникнути усередину. Для шкіри навколо геніталій можна вживати звичайне мило, а для статевих губ та вагінального отвору вистачить теплої води, щоб не порушити міклофлори і не подразнити слизову оболонку. Використання для цих цілей звичайного мила може привести до порушення кислотно-лужного балансу вагіни. Для витирання — чистий м'який індивідуальний рушник. Мити геніталії слід не менш одного разу на добу, при неможливості — вживати інтимні серветки.
Під час менструацій не приймають ванну та не купаються у водоймах, також бажано відмовитися від сексу: під час менструації геніталії вразливіші до зараження. Менструальні прокладки міняють не рідше 3-4 разів на добу, щоб уникнути розмноження мікробів, яке приводить до запалення. Тампони міняють кожні три години, інакше можлива сухість і розмноження мікроорганізмів, а також небезпека синдрому токсичного шоку.
Спринцювання проводять тільки з медичних показань, здоровим жінкам робити його не рекомендується.
Спідня білизна має бути з натуральних тканин (льон, бавовна, шовк), мокрі купальні костюми краще знімати після купання.

### Травми
Тканини вульви дуже багаті на нервові закінчення, їх налічується близько 8000. Це робить вульву надзвичайно чутливою як до пестощів, так і до болю. Випадкові пошкодження рідкісні завдяки її прихованому розташуванню. Можливі травми (гематоми, набряк, кровотечі) при тяжких пологах, ударі, падінні та вогнепальних пораненнях. Особливо сильні кровотечі з області клітора і присінкових цибулин. Також причинами пошкодження тканин вульви (зокрема, переддвер'я вагіни) можуть бути грубий секс або необачні заняття спортом.

### Аномалії розвитку
Зрідка зустрічаються аномалії вульви, як вроджені, так і набуті. Вроджені аномалії можуть спричинити складнощі з визначенням статі новонароджених.

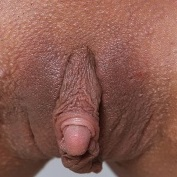
Кліторомегалія

- Гермафродитизм («двостатевість») — наявність як жіночих, так і чоловічих ознак. Істинний гермафродитизм (одночасна наявність жіночих і чоловічих статевих залоз) зустрічається вкрай рідко. При фальшивому жіночому гермафродитизмі внутрішні геніталії формуються правильно, а зовнішні — деформуються: великі статеві губи утворюють подобу мошонки, збільшений клітор стає схожим на пеніс тощо. Причиною може бути вроджений адреногенітальний синдром. Ця патологія виникає також від вживання матір'ю під час вагітності великих доз прогестерону або андрогенів. Іноді причиною буває синтез андрогену пухлиною яєчника або надниркової залози[34].
- Частою причиною вроджених аномалій вульви є вроджена гіперплазія кори надниркових залоз. Вона може спричинити такі аномалії, як гіпертрофія голівки клітора (кліторомегалія), розташування уретри біля самої основи клітора, зрощення статевих губ, потовщення тіла промежини, спільний отвір уретри і вагіни, відсутність лабіоскротальних складок. Серед інших вроджених аномалій — розщеплення клітора, агенезія (відсутність) клітора, утворення клоаки без розділення сечового міхура і вагіни внаслідок неповного розвитку[35][36].Гіпертрофія малих статевих губ до та після корекції

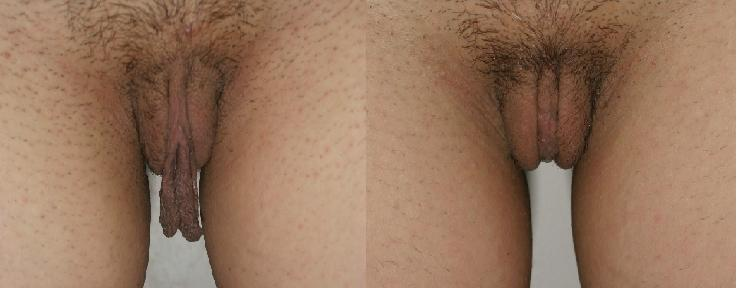
Гіпертрофія малих статевих губ до та після корекції

- Іноді спостерігається гіпертрофія малих статевих губ, яка може бути спричинена як зовнішнім впливом, так і спадковістю. Відома як явище у готтентоток і бушменок, іноді відмічається й у європейок. При крайній формі малі губи сягають надзвичайної величини і звисають на зразок фартуха в область промежини, за що ця аномалія отримала назву «готтентотського фартуха»[37].
- До вроджених аномалій вульви відносять й відсутність гімена або повне зарощення гіменального отвору (атрезія гімена). При зрощеному гімені менструальна кров не може вийти назовні і накопичується в вагіні: необхідне хірургічне втручання, стан є небезпечним для життя.

### Захворювання
Тканини вульви вельми вразливі. Потрапляння бруду, мікроорганізмів може спричинити серйозні хвороби. До числа захворювань вульви відносять:
- Запалення: вульвіт (запалення вульви), вульвовагініт (запалення вульви і вагіни), бартолініт (запалення бартолінової залози), вестибуліт (запалення слизової оболонки переддвер'я вагіни), парауретрит або скінеїт (запалення парауретральних (скінових) залоз);
- Біль: вульводинія — хронічний біль в області вульви; диспареунія — біль під час вагінального сексу;
- Інфекційні та паразитарні хвороби: кондиломи вульви, склероатрофічний лишай; педикульоз (укуси лобкових вошей), короста (кліщі можуть вражати великі статеві губи).
- Синехії статевих губ або синехії вульви — зрощення великих і малих статевих губ у дівчаток; Інтроепітеліальна неоплазія вульви (дисплазія вульви) — зміна морфологічної структури багатошарового плаского епітелію вульви, спричинена порушенням росту і розвитку епітеліальних клітин;
- Пухлини: доброякісні (дермоїдні кісти, фіброма, ліпома, гемангіома), злоякісні (саркома, меланома, рак, метастази хоріонепітеліоми матки)[33].

У період менопаузи, під час зворотного розвитку жіночих геніталій, можуть з'явитися крауроз і лейкоплакія.
Недотримання правил гігієни, застосовування деяких засобів спричиняють свербіння вульви, яке теж може слугувати симптомом деяких захворювань.

### Хірургічні втручання

#### Калічення вульви

Типи «жіночого обрізання» за класифікацією ВООЗ.

«Жіноче обрізання» — часткове чи повне видалення вульви або інше травмування здорових жіночих геніталій з немедичних причин. Особливо поширене в Африці та деяких мусульманських країнах Азії. Проте зараз понад 18 % всіх подібних операцій виконуються професійними медиками, наявна тенденція зростання. Операції з «жіночого обрізання» включають:
- Кліторідектомія — часткове чи повне видалення голівки клітора, або (у дуже рідкісних випадках) тільки його каптура.
- Ексцизія — часткове чи повне видалення голівки клітора і малих статевих губ (іноді з видаленням великих).
- Інфібуляція — зашивання вагінального отвору, яке унеможливлює статевий акт. Застосовується для гарантії цноти дівчини чи жінки.
- Інші — решта шкідливих втручань до жіночих геніталій, наприклад, проколювання, пірсинг, надрізування, вишкрябування, припалювання[40].

Правознавці всього світу розглядають Ж. О. як насильство проти жінок та порушення прав дівчат і жінок. Воно відбиває глибоко вкорінену нерівність між статями і складає крайню форму дискримінації за статтю. Виконуване майже завжди у дитячому віці, воно є порушенням і прав дитини та ряд інших прав людини: особисте право на здоров'я і тілесну недоторканність, право на захист від катувань і жорстокості, нелюдяного і принизливого поводження, а також право на життя (якщо процедура закінчується смертю).

#### Пластичні операції
Пластичні операції на вульві включають: видалення зморшок, зменшення статевих губ (лабіопластика), відновлення гімену (гіменопластика), оголення клітора або зменшення його розмірів (кліторопластика). Втім, за думкою комітету Американського конгресу акушерів та гінекологів (2007 рік), безпека подібних операцій ніким не підтверджена і жінки мають усвідомлювати негативні наслідки хірургічного втручання, такі як інфекція, поява болей при статевому акті, спайки і шрами. Водночас зі зростанням популярності таких пластичних операцій їх критикують феміністські групи і платформи, об'єднані загальною назвою «Рух гордості статевими губами» (англ. Labia pride movement). Головним предметом критики є те, що культура порно та об'єктивації нав'язує жінкам твердження про кращість невеликих статевих губ, що змушує багатьох жінок відчувати свою неповноцінність і погоджуватися на операцію, на яку немає жодної медичної необхідності.

## У культурі й мистецтві

Символи вульви різних часів та народів

Вульва символізує народження, нове життя. Образ вульви давні народи бачили у багатьох предметах навколишнього світу. Поширене порівняння жіночих геніталій з квіткою півонії, лотоса (у рослинному світі вульві відповідає приймочка — частина квіткової маточки). З вульвою пов'язуються предмети, що складаються з двох витягнутих, довгастих стулок — ромб (ромб з крапкою або рискою у центрі — одне з її позначень), ворота, двері, мандорла, мушля (особливо каурі й гребінець — він присутній на картинах на тему народження Венери). У китайській традиційній культурі вульву символізують голкове вушко (у той час як кінчик символізує пеніс), гранат, відоме порівняння вульви з «весняною вишнею». Завдяки тому, що насінна коробочка розрізаного уздовж плода нагадує вульву, її символом стало й яблуко. Спіраль — багатозначний символ; у символіці статі зазвичай означає жіноче начало й вульву завдяки образу спіралі в мушлі. За думкою Фрейда, у сновидіннях жіночі геніталії зображаються символічно за допомогою всіх предметів, які мають властивість обмежувати простір, здатні приймати у себе. Хоча деякі символи більше стосуються матки (шафи, печі, кімнати), їхні виходи, двері все одно слугують символами вагінального отвору.. Символізм вульви частково збігається з символізмом вагіни.

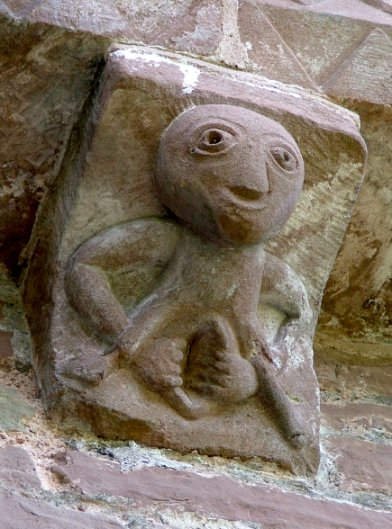
Шила-на-Гіг XII ст. на церкві

У слов'янських народів, зокрема в Україні, символом жіночих геніталій була калина — «ламанням калини» позначали дефлорацію, у ширшому сенсі — одруження, кохання. «Стратити калину» означало втратити цноту. Старовинне побажання: «Будь, доню, і ти червоною та здоровою калиною, незайманою та чистою до вінця!». Подібне значення могло мати слово «вінок»: «розвити (зірвати) вінок» або «позбавити вінця» — означало втрату цноти, «доносити віночка» — зберегти цноту.

### Кам'яна доба

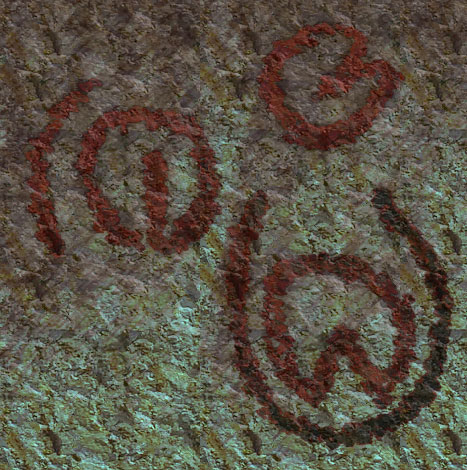
Гіпотетичні доісторичні зображення вульв

Зображати жіночі геніталії люди почали ще в доісторичні часи. У печері Абрі-Кастанет у Франції знайдено найдавніше у світі зображення вульви, його вік визначається у 35-37 тисячами років. Малюнок був вирізаний у вапняній стелі печери і розфарбований охрою. Ретельно пророблена вульва й на багатьох фігурках «Палеолітичних Венер».

### Стародавні цивілізації

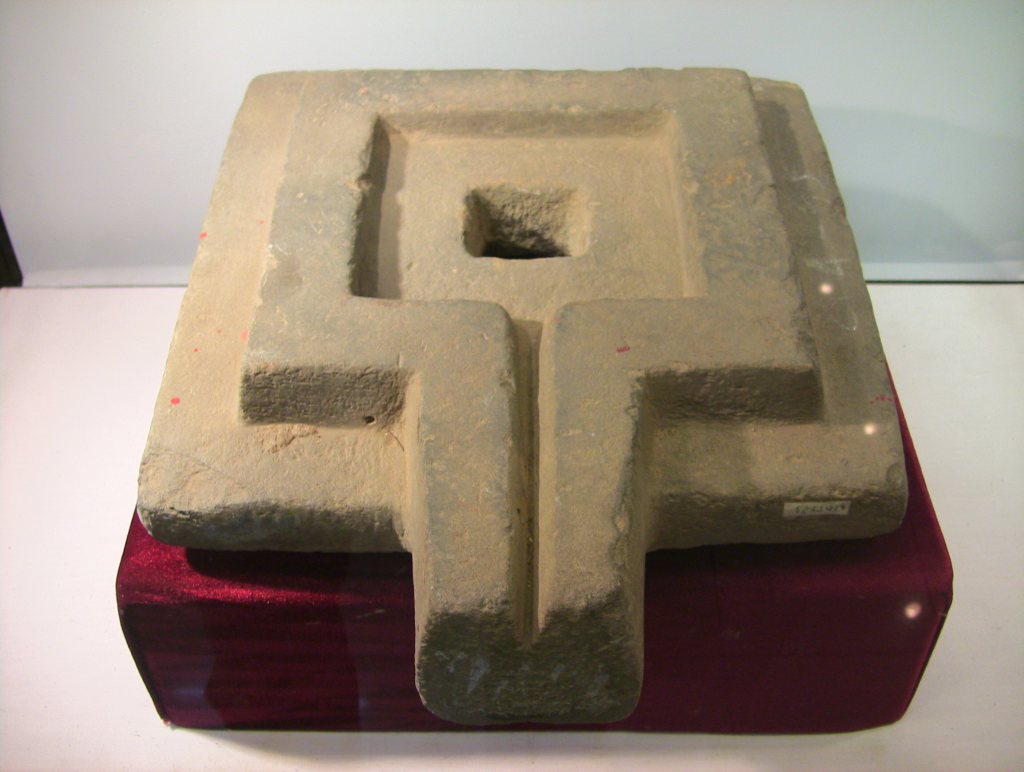
Стилізована йоні, святилище Кат-Тьєн, В'єтнам

Особливою пошаною вульва користувалася в язичницьких цивілізаціях: у шумерів, єгиптян, вавилонян, індійців, де вона поряд з пенісом розглядалася як символ плодючості та народження нового життя. У шумерському епосі розповідається про Інанну — богиню кохання та плодючості, яка відповідає вавилонській Іштар та грецькій Афродіті; згадується і її вульва, наприклад в історії її кохання з пастухом Думузі: «вона притулилась спиною до яблуні, її вульва була прекрасна для ока».

### Індуїзм та буддизм
В індуїстській і буддійській культурах багатозначний символ «йоні», який є стилізованим зображенням вульви, хоча може також символізувати вагіну, матку, жіноче начало взагалі. Часто зображається разом з лінгамом. Слугує символом богині Шакті — дружини Шиви.

### Західне мистецтво
Приховані зображення вульви зустрічаються і у західному традиційному мистецтві. Так, мандорла (ореол, утворений двома дугами), веде походження від стилізованого рисунка плоду мигдаля — одного зі символів вульви. Вбачають вульву і в стрільчастих арках і оживах готичної архітектури. Фігуру, схожу зі виглядом вульви, утворює розріз рукава жінки на картині Леонардо да Вінчі «Пані з горностаєм».

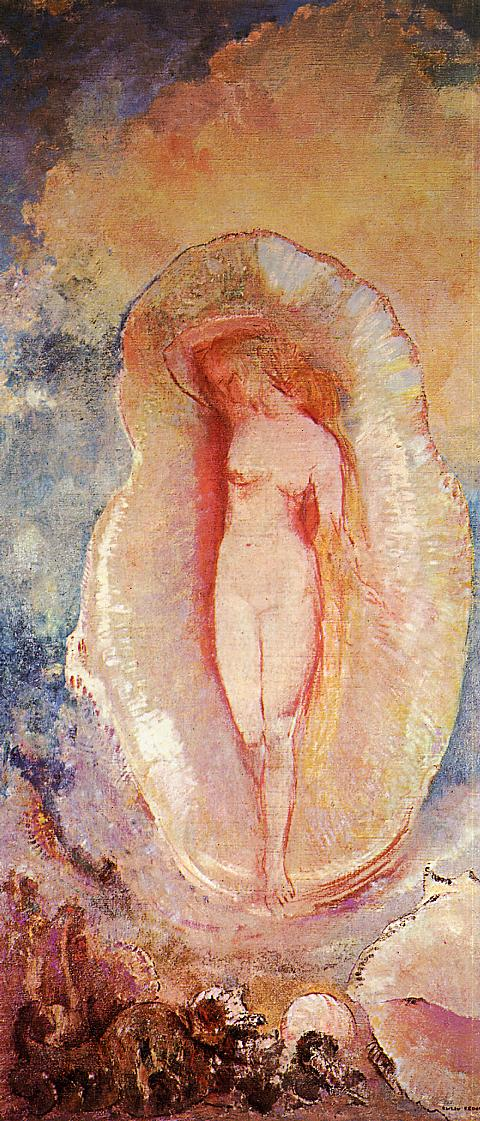
Народження Венери (Редон) у символічній мушлі

У Стародавній Греції були поширені фігурки Баубо, персонажки міфу про Деметру. Більшість їх варіантів включає зображення вульви. Окремо слід згадати кам'яні фігури жінок з гротескно збільшеною вульвою, які зустрічаються на середньовічних будовах на території всієї Західної Європи, особливо в Ірландії й Великій Британії, часто в тандемі з чоловічими фігурами. Подібні скульптури прийнято звати Шила-на-Гіг. Вони являють собою фігуру літньої жінки, яка сидить навпочіпки й демонструє свою гігантську вульву, розсуваючи її руками. Незважаючи на явний еротичний зміст, подібні фігури часто зустрічаються навіть на церквах. Згідно з однією версій, вони призначалися для викривання гріха похоті. За іншою, створення цих статуй стосується язичницьких вірувань, пов'язаних з культом Богині-Матері.

Густав Курбе «Походження світу». 1866 р.

Оголяти статеві органи у більшості культур вважалося непристойним. Навіть античне мистецтво зображає повністю оголеною лише богиню кохання Афродіту. У багатьох випадках богиня прикриває вульву рукою («Venus Pudica» — «Сором'язлива Венера»). У добу Відродження та Нового часу художники, зображуючи оголене жіноче тіло, частіше старалися прикрити «соромітне місце» елементами одягу, рукою («Венера Урбінська» Тіціана), пасмом волосся («Народження Венери» Боттічеллі), квіткою («Гріхопадіння» Гуго ван дер Гуса), гілкою з листям («Адам і Єва» Л. Кранаха старшого), листком фігового дерева («Адам і Єва» А. Дюрера) або просто розташовуючи фігуру у належному ракурсі. Навіть тоді, коли художник залишав місце між стегнами неприкритим, він все рівно уникав його деталізації («Леда і лебідь» Леонардо да Вінчі, «Маха оголена» Ф. Гойї, «Народження Венери» А. В. Бугро). 
Картини, головним предметом яких є сама вульва, відомі у мистецтві доби рококо («Леда і лебідь» Ф. Буше). Є випадки зображення вульви й художниками-реалістами XIX ст. («Походження світу» Г. Курбе).

### Японське мистецтво

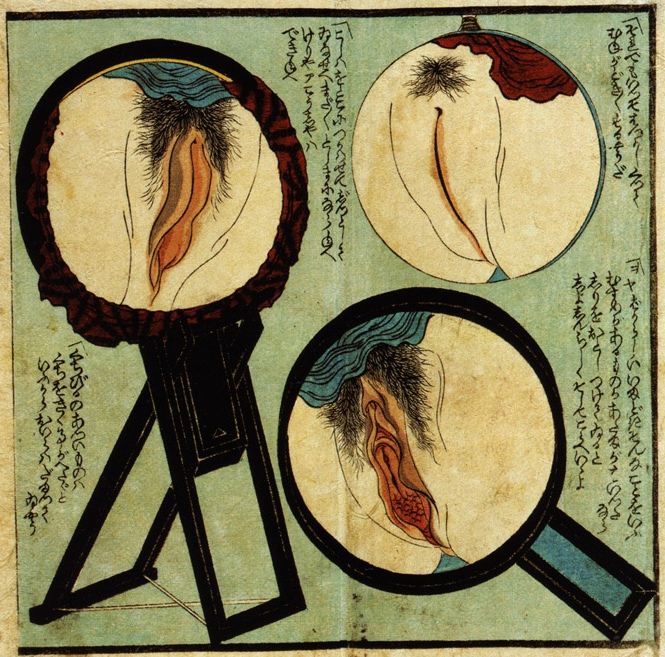
Три вульви, яп. гравюра

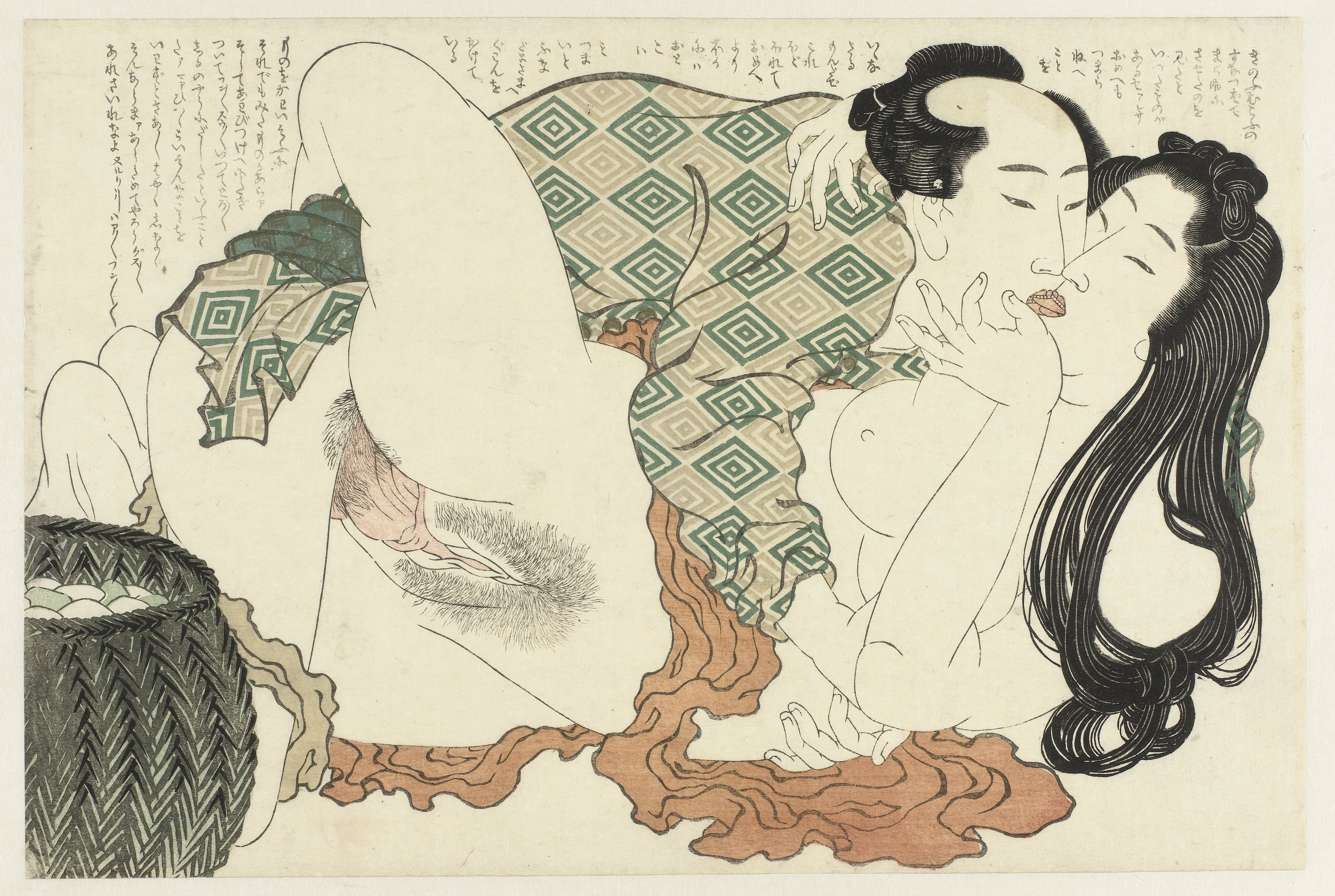
Гравюра Кацусіка Хокусая «Фукуюсо» («Кохання-Горицвіт»)

Об'єктом японських еротичних гравюр сюнґа часто слугує вульва. Зображення геніталій (причому часто неприродно гіпертрофованих) було звичайною річчю у мистецтві Японії. Японці звертали особливу увагу як на жіночі, так і на чоловічі геніталії, на відміну від китайців виписуючи їх з усіма подробицями: складками і судинами, при цьому часто збільшуючи до ненормальних розмірів. У непідготованого європейського глядача зразки цього мистецтва можуть викликати відразу. Такий підхід до зображення людей є й наслідком різних поглядів на виражальні засоби. У художніх традиціях Європи естетика проявлялася в обрисах тіла й рисах обличчя, а еротика засновувалася на вторинних статевих ознаках (будові тіла, стегнах, грудях). У Японії ж естетика виражалась за допомогою ретельно виписаного одягу, а еротика — прямим показом статевих органів. При тому, саме оголене тіло з'являється на таких гравюрах нечасто: на гравюрах доби Едо можна побачити одягнутих жінок, у яких видно тільки ноги і геніталії. У мистецтві доби Хейан тільки на гравюрах Какігакі-дзосі та Фукуро-дзосі чоловіки і жінки повністю оголені. Гравюри-сюнґа Кацусіка Хокусая з серії «Елонцубі но хінагата» («Моделі вульв») показують вроду жіночих форм, увиразнюючи деталі, які західні художники та мистецтвознавці, виходячи з упереджень і пересудів, визнали б неестетичними або потворними.
Досі японці вважають вульву єдино сексуально привабливою областю в жіночому тілі: навіть стриптиз в Японії має закінчуватися неодмінним оголенням вульви з наступним її вивченням клієнтами. До речі, японське уявлення про вульву як про єдину жіночу принаду спричинило появу специфічної японської цензури: статеві органи і особливо лобкове волосся на картинах, фотографіях і у кіно ретушують, затемнюють або затуляють «мозаїкою».
Реформи Мейдзі впровадили у країні західну пуританську мораль. У добу Тайсе еротика опинилася під забороною: не тільки еротичні оповідання і романи, але навіть академічні праці з теми історичних і медичних аспектів міжстатевих стосунків. Це тривало до початку 1960-х, коли сексуальна революція прийшла й до Японії. Хоча в пресі з'явилися фотографії оголених жінок, лобкове волосся залишилося під суворою забороною. Питання про це залишалося ключовим протягом 1970-1980-х років. На теперішній час цензурні закони послаблені і зображення лобкового волосся допускається, але досі існує парадокс: у той час, як вважається нормальним виставляти на фестивалях зображення пенісів і показувати на сцені секс (фарс кьоген), показ геніталій залишається офіційно забороненим.

### Інші культури

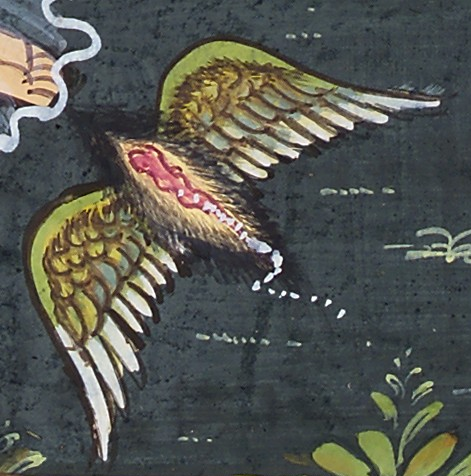
Індійська крилата вульва

Різні народи світу мають різні погляди щодо показу жіночих грудей, але геніталії вимагають приховувати майже всі. Так, Саарті Баартман (відома як «Готтентотська Венера»), яку демонстрували публіці у Лондоні на початку XIX ст., відкривала погляду свої величезні сідниці, але ніколи не дозволяла собі відкрити глядачам своєї вульви.
У міфі індіанців клікітатів у героя, названого сина Койота, було сім дружин: улюблені ним Сарана і Горлиця мали чорні вульви, а у решти (Мишей) вульви були білими.

### Сучасність

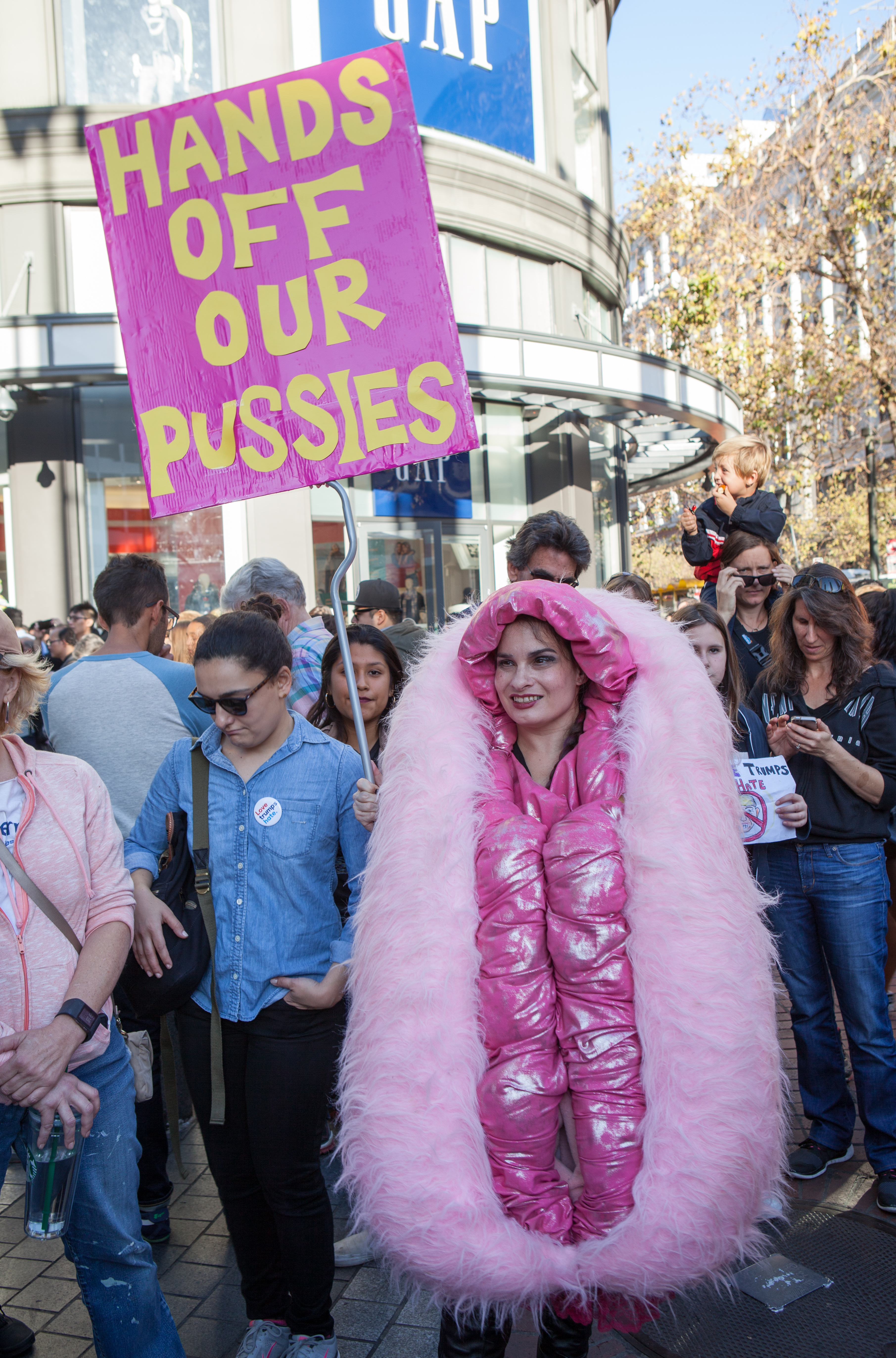
Антитрампістська протестувальниця: "Руки геть від наших розкішниць"

ХХ століття змінило багатотисячолітні погляди на роль жінки у суспільстві, але ставлення до місця вульви у художній культурі у цілому не змінилося. На початку XXI ст. зображення жіночих геніталій не з медичною метою більшістю людей розглядається як порнографія. Зображення їх у мистецтві іноді набуває провокаційних, епатажних форм. Так, деякі сучасні скульптори (Фернандо де ла Яра, Поль Бетман, Корнеліус Ріхтер) створюють об'ємні зображення вульви, часто величезних розмірів.

#### Феміністичне мистецтво

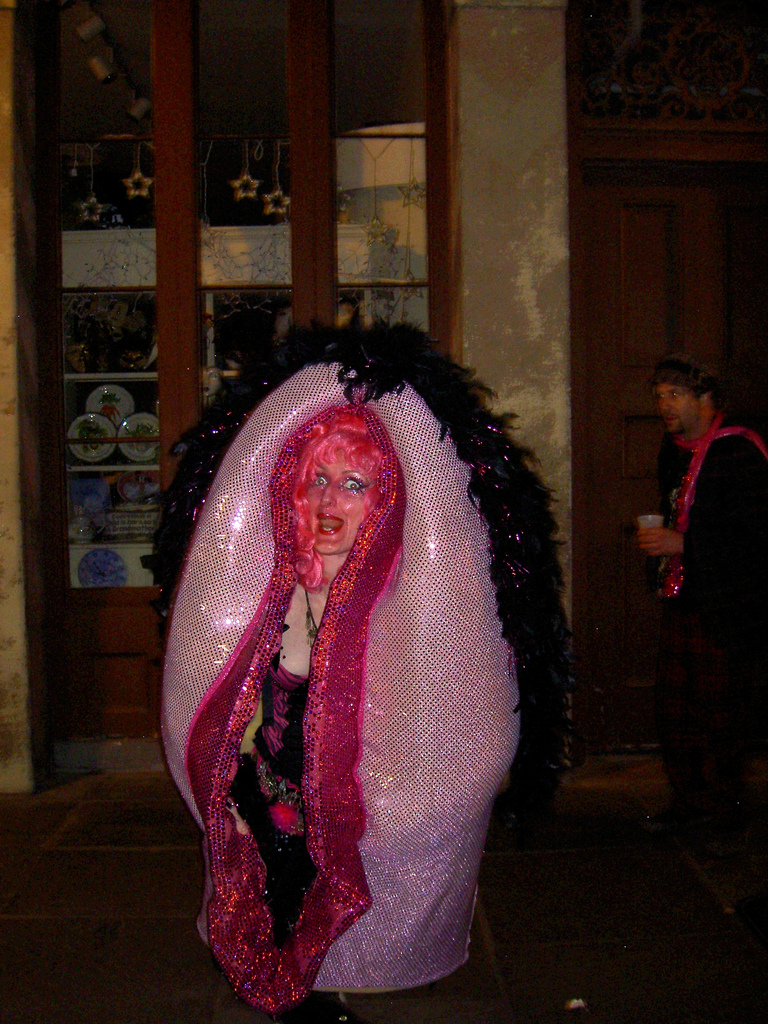
Гелловінський костюм «Вульва»

У 1970 році під проводом американської скульпторки Джуді Чикаго у рамках феміністичного мистецького руху була створена скульптурна композиція «Звана вечеря» (The Dinner Party), покликана відзначити вклад жінок у світове мистецтво та історію, яка зараз знаходиться у Бруклінському Музеї штату Нью-Йорк. Вона являє собою скульптурні зображення 39-ти столових приборів, виконаних у вигляді жіночих вульв, причому кожна з них символізує відому жінку. Серед персонажок — богиня Іштар, поетеса Сапфо, королева Єлизавета І, Вірджинія Вулф, Джорджія О'Кіф.
Костюми на маскарадах з нагоди Гелловіна відзначаються своєю незвичайністю, останнім часом серед них зустрічаються і костюми у вигляді геніталій, як чоловічих, так і жіночих.

## Галерея

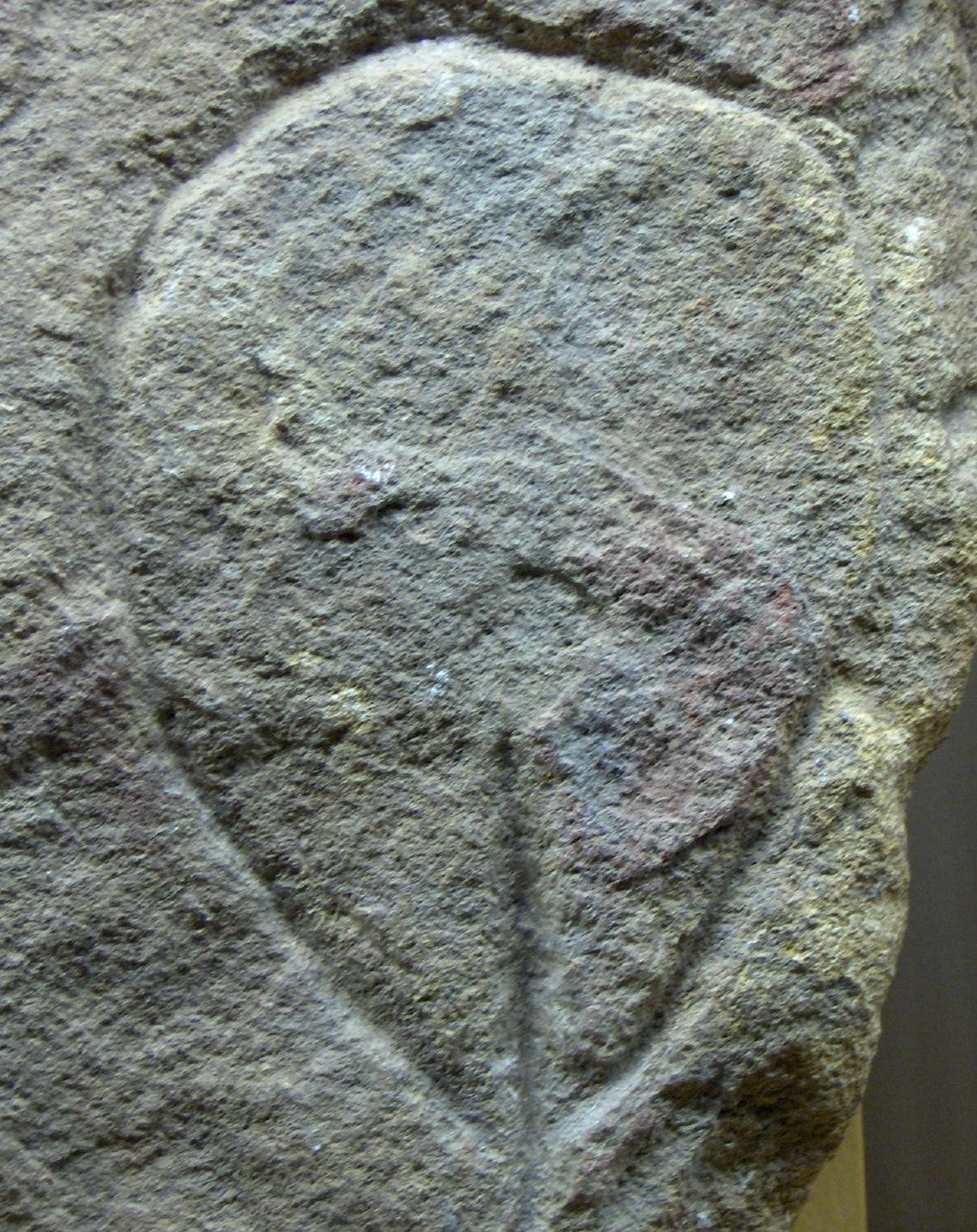
Палеолітичне зображення вульви. Сен-Жермен-ан-Ле, Франція
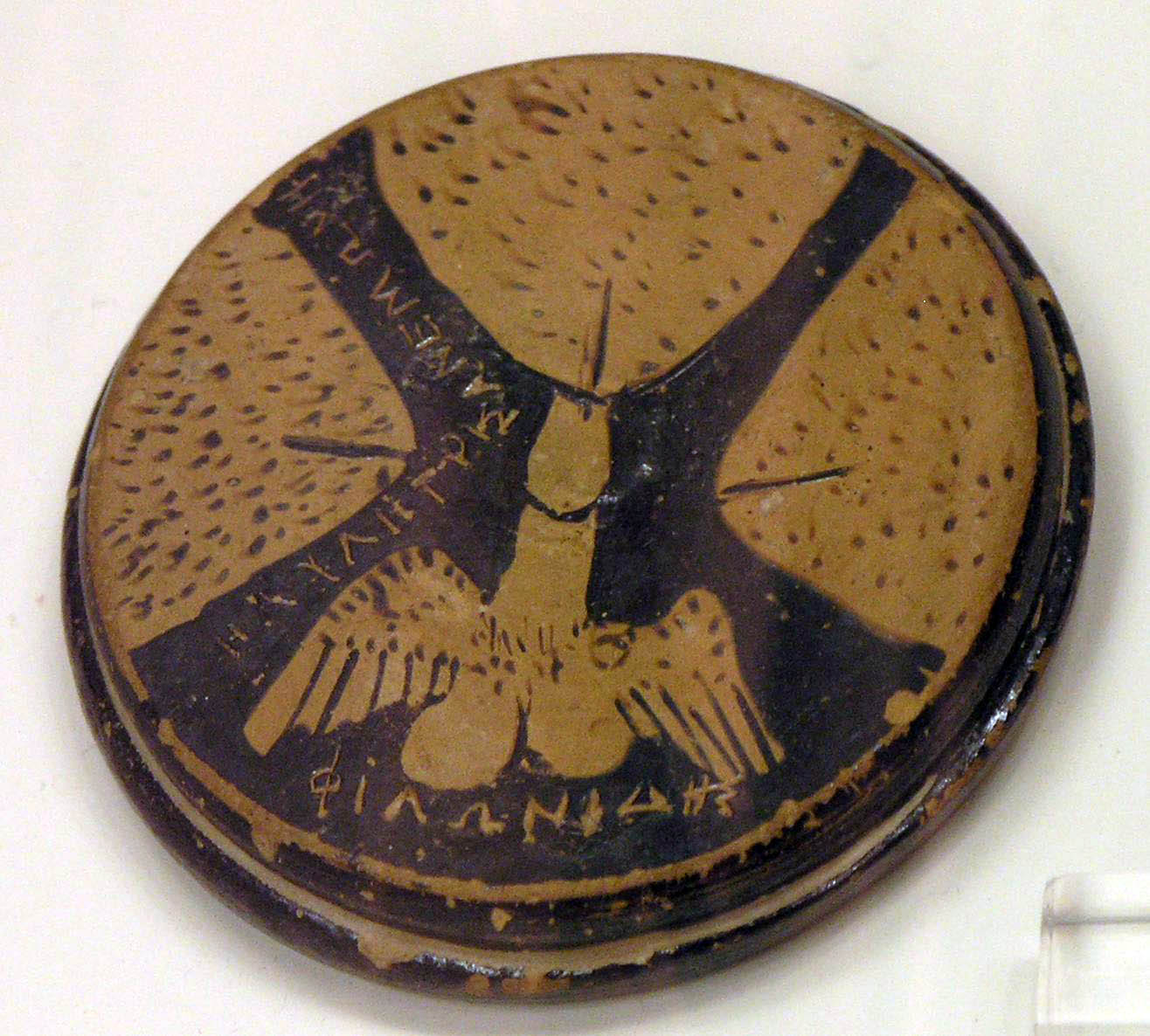
Аттичне червонофігурне віко з крилатим пенісом і трьома вульвами
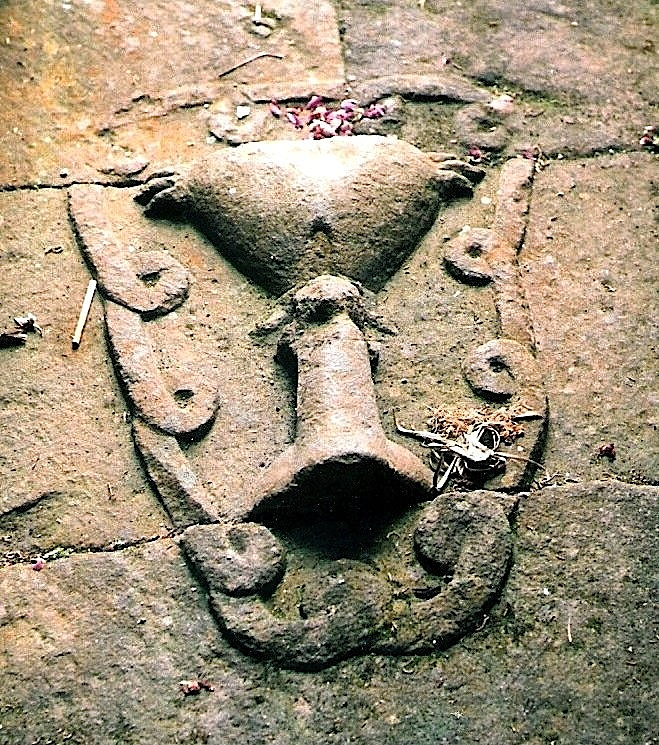
Йоні з лінгамом. Горельєф храму у Канди-Суху, Ява
Символ вульви, утворений пальцями рук (так звана «йоні-мудра»)
Символ вульви у символі серця
Символ вульви у квітці троянди
Знак вульви, уживаний у Японії
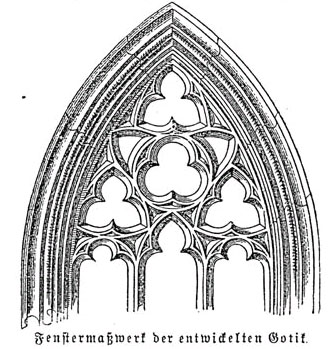
Масверк у вигляді стрільчастої арки
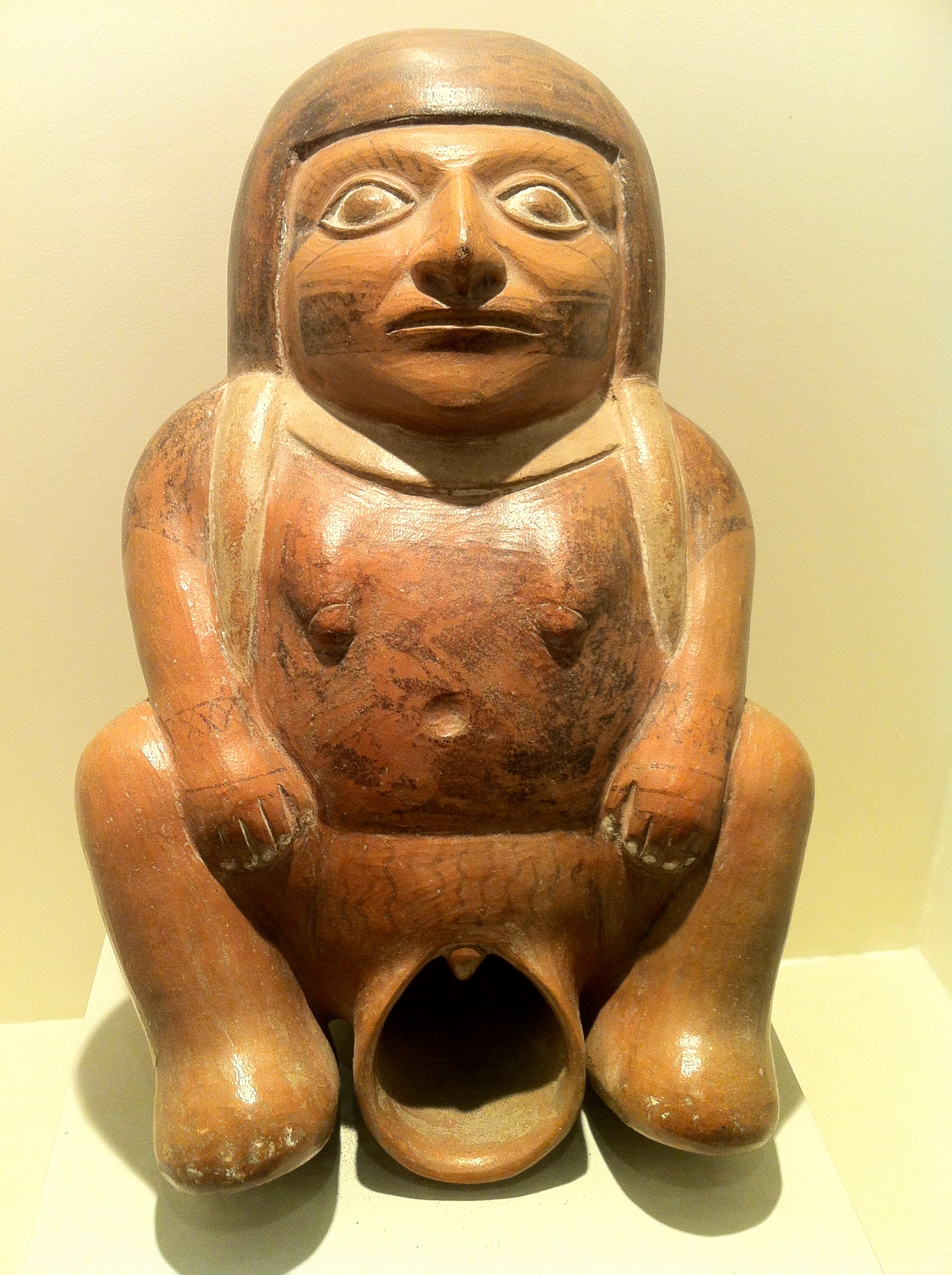
Скульптура з Музею Еротики Ларко у Лімі
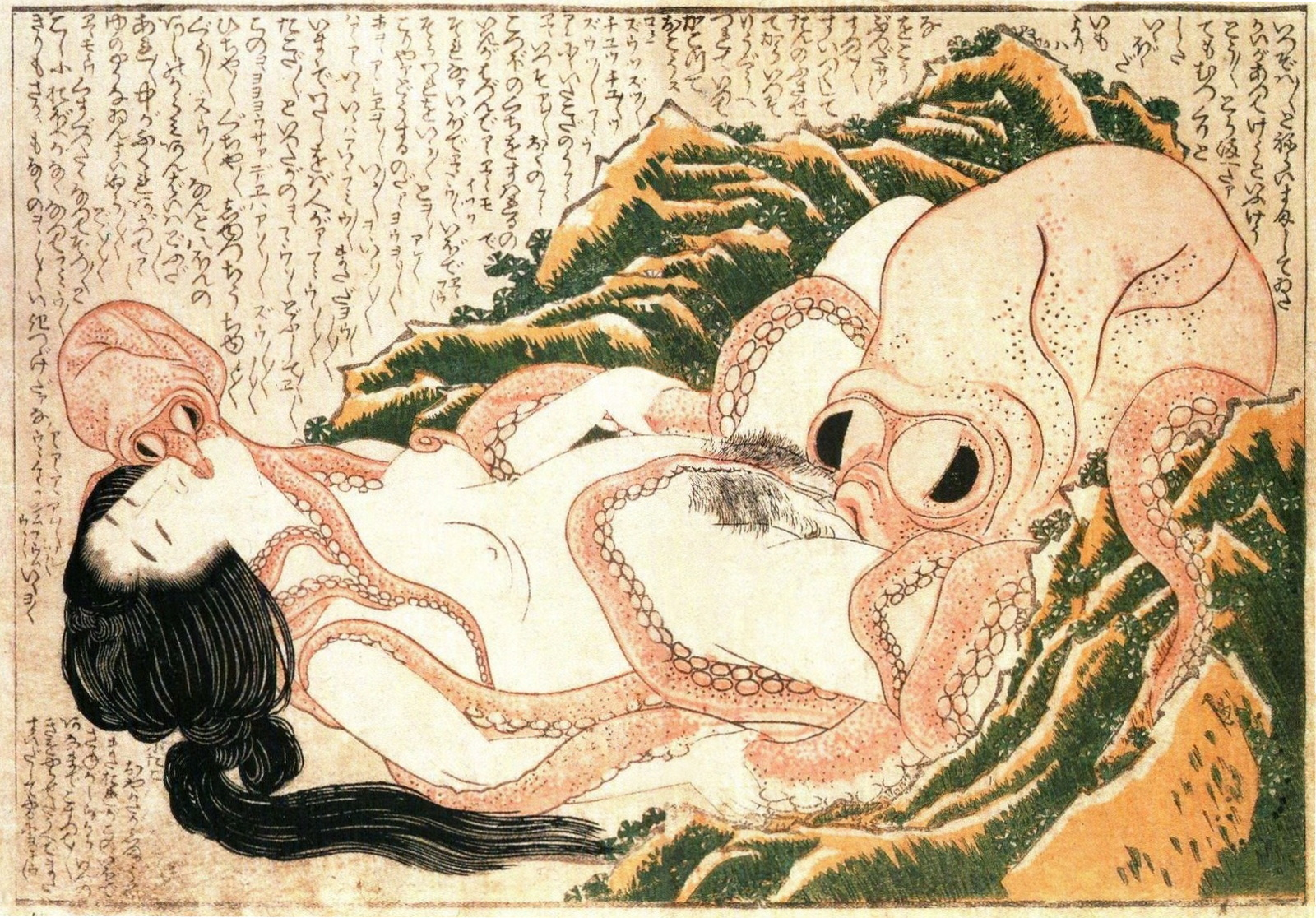
Кацусіка Хокусай. «Сон дружини рибалки», близько 1820
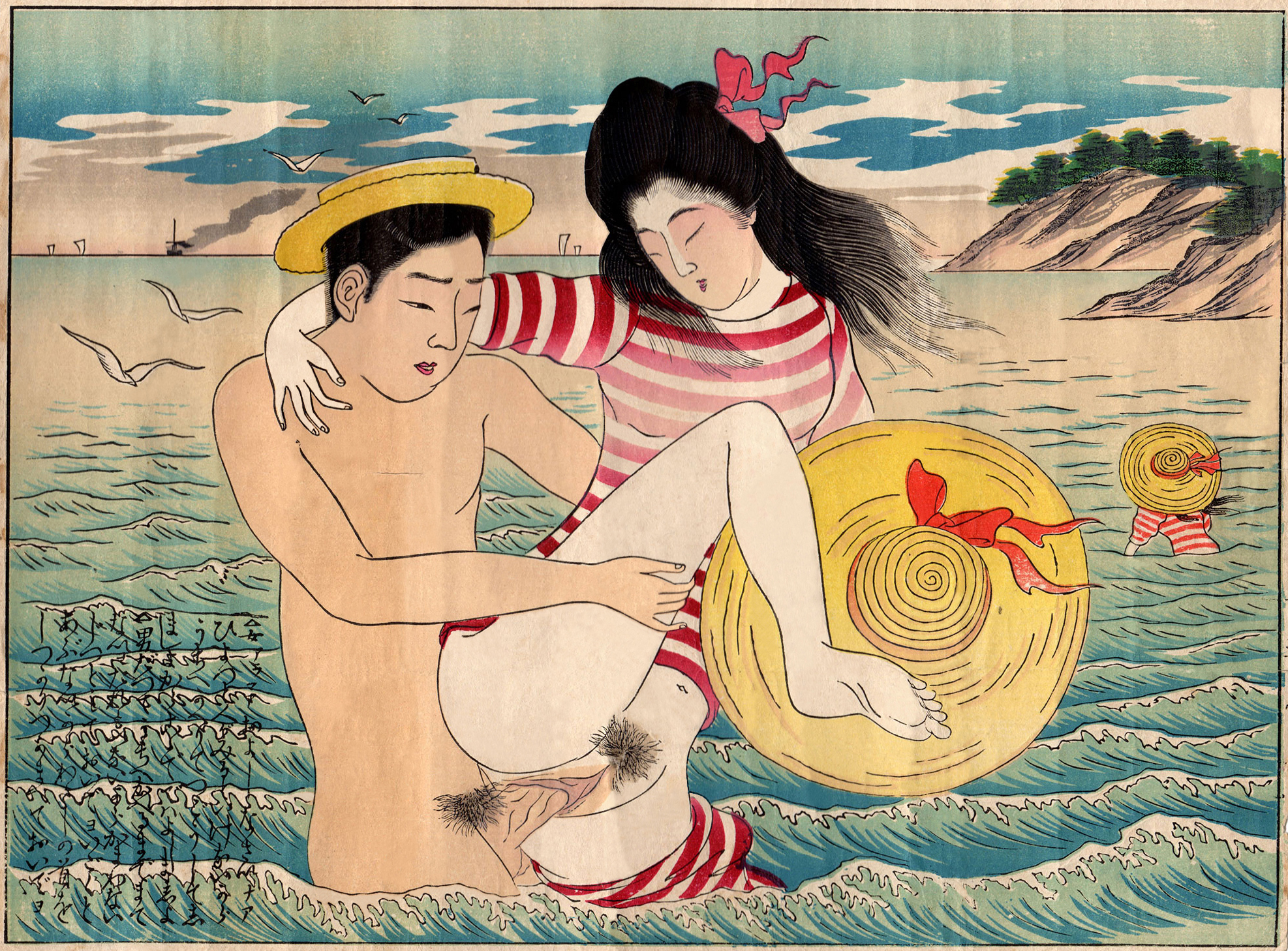
Теразакі Когьо. Ілюстрація до книжки «Обіцянки Ізумо»
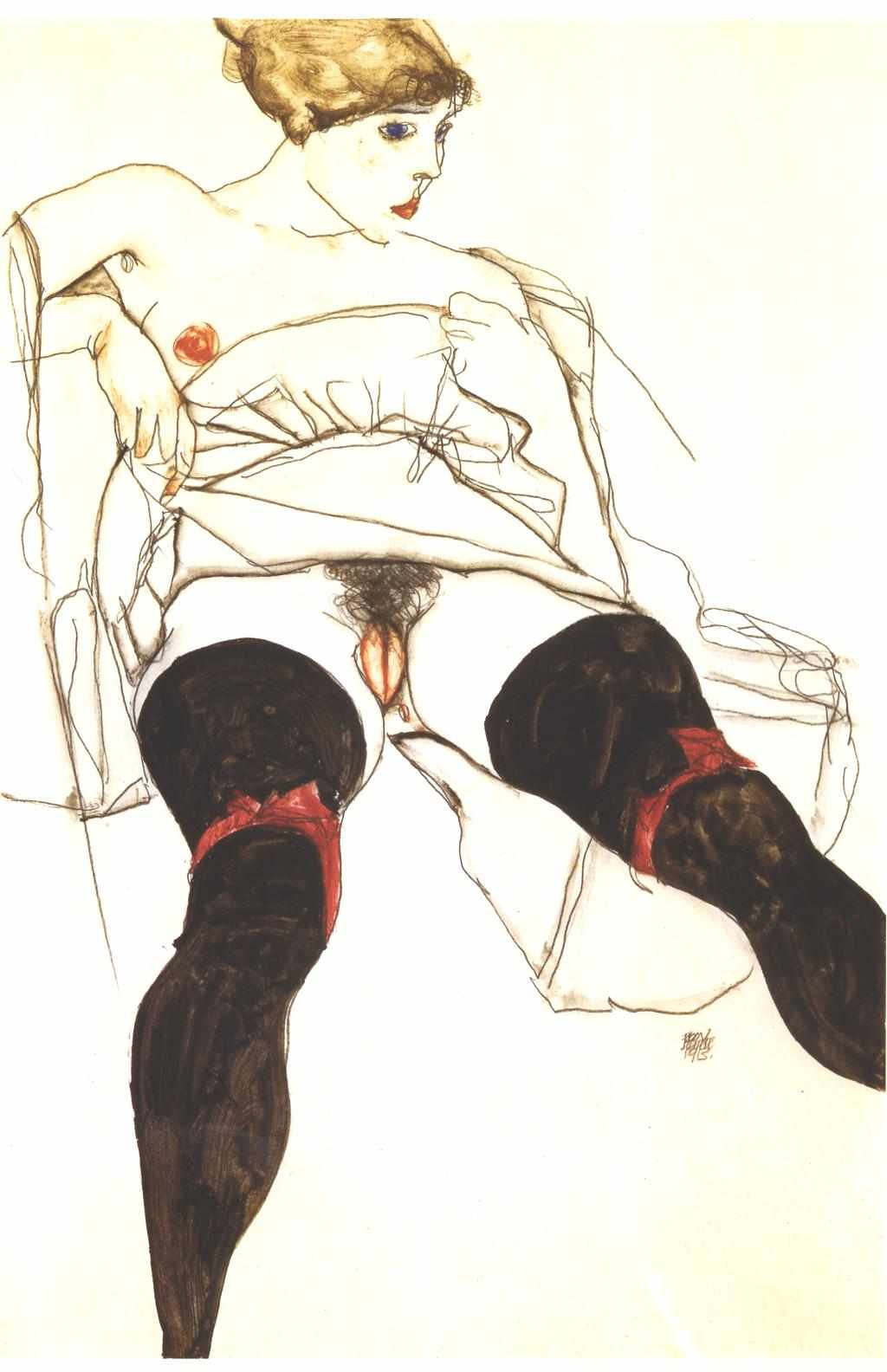
Еґон Шіле. «Жінка у чорних панчохах». 1913 рік
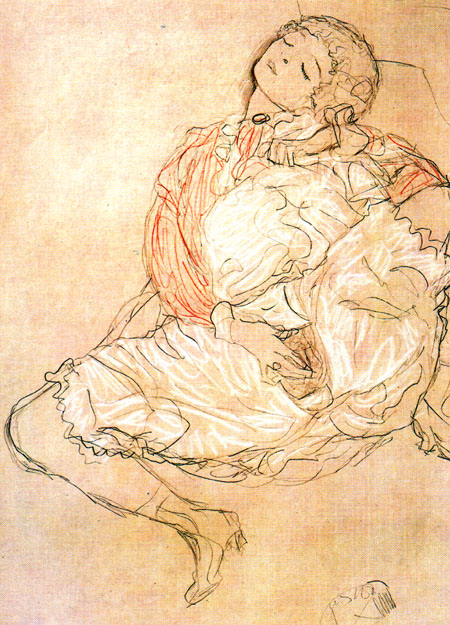
Густав Клімт. «Жінка за мастурбацією», 1913
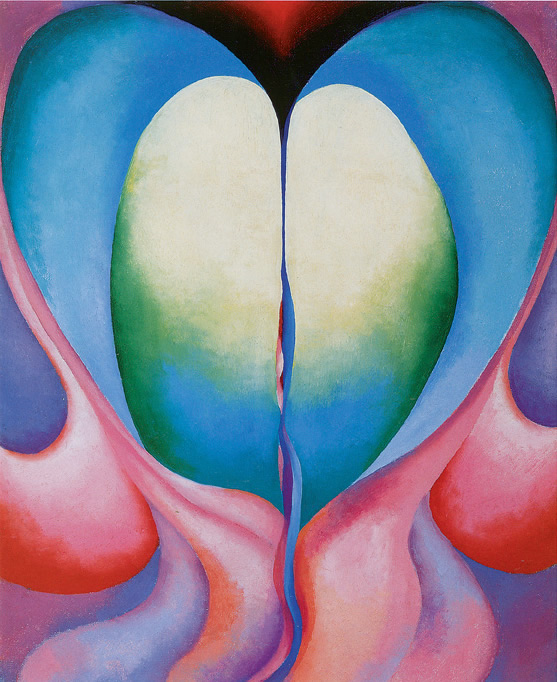
Джорджія О'Кіф. «Серія 1, №8»
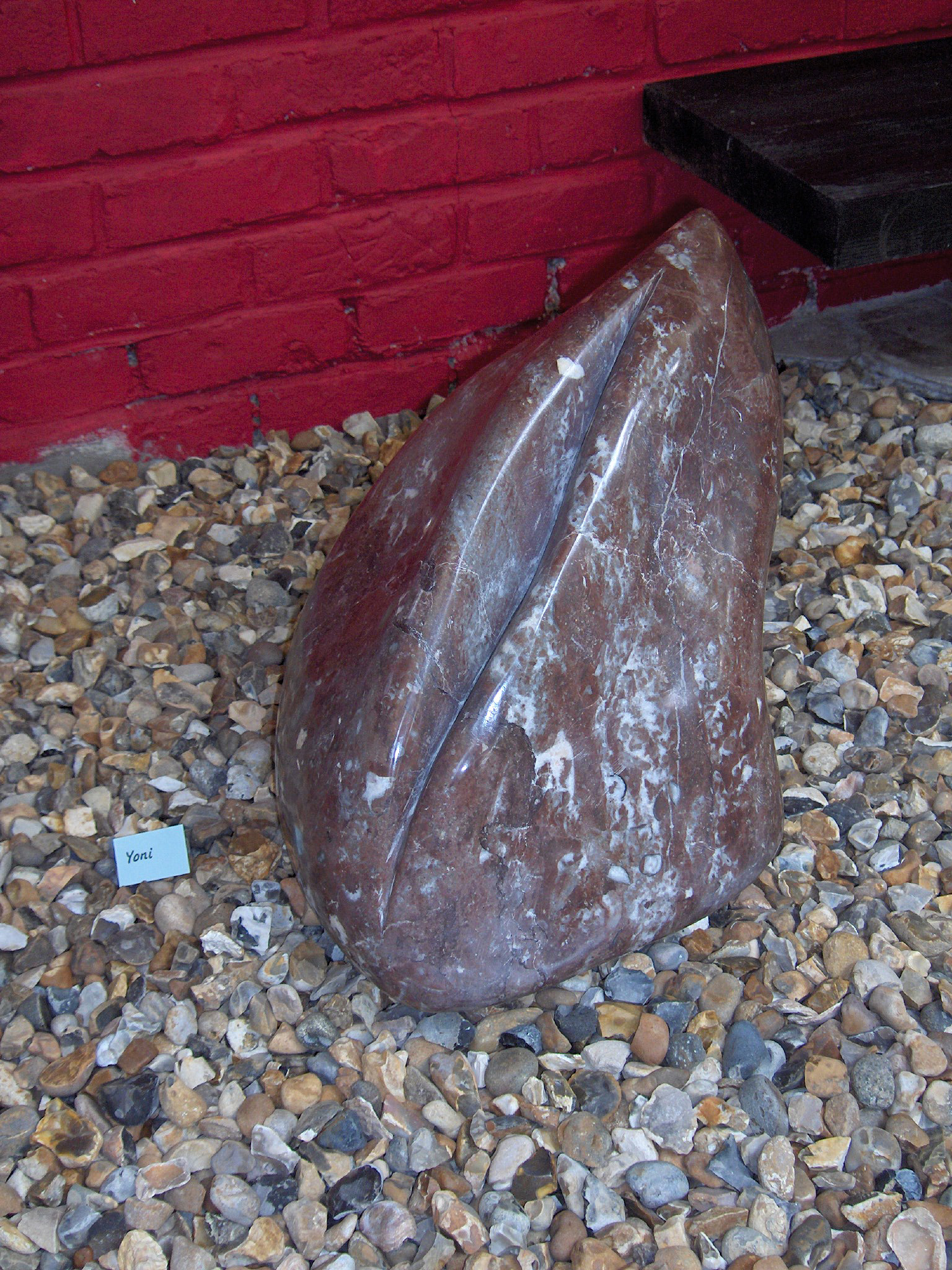
Йоні. Скульптура Пола Батемана
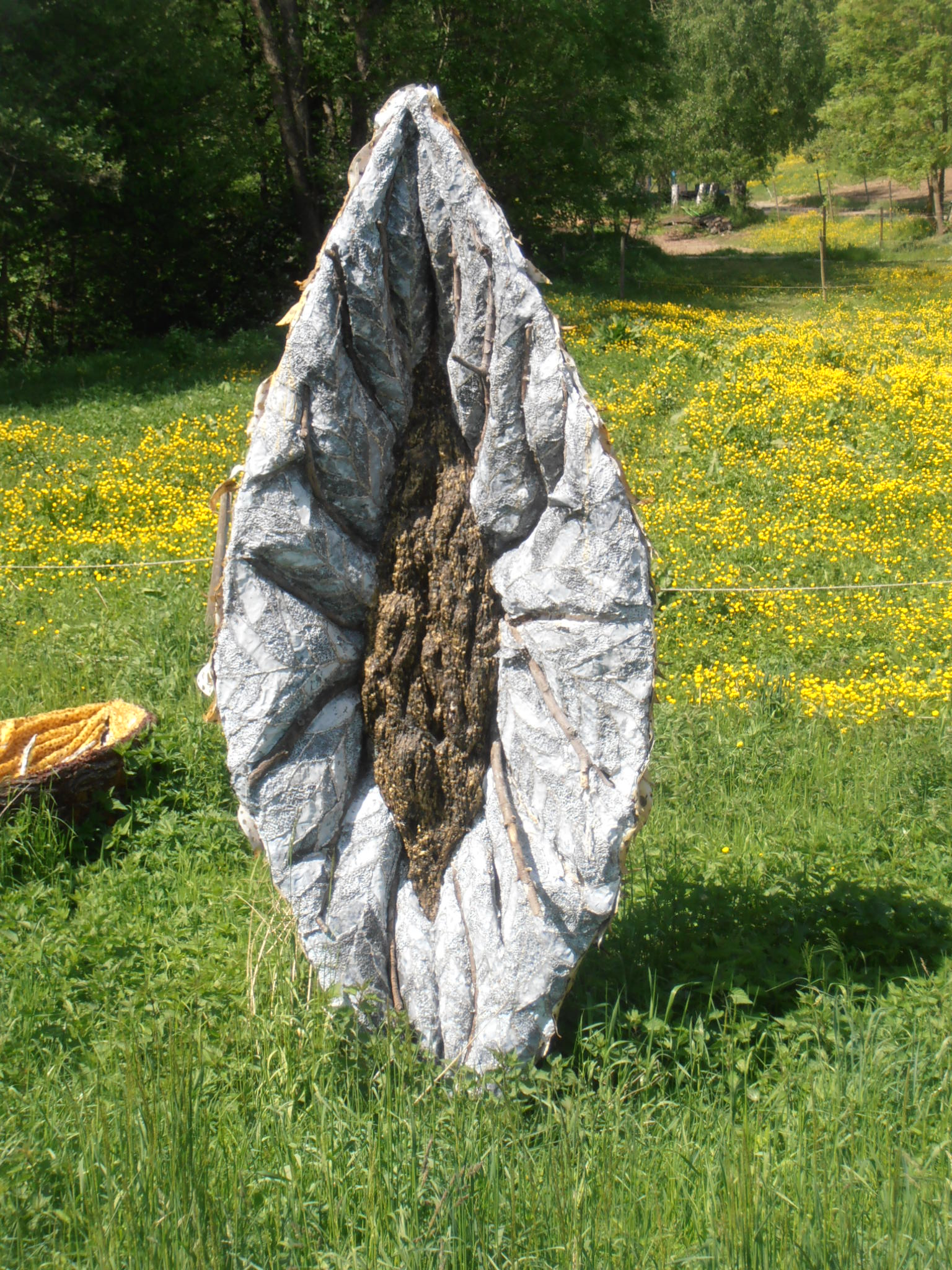
Скульптура у Циммергофі, Німеччина
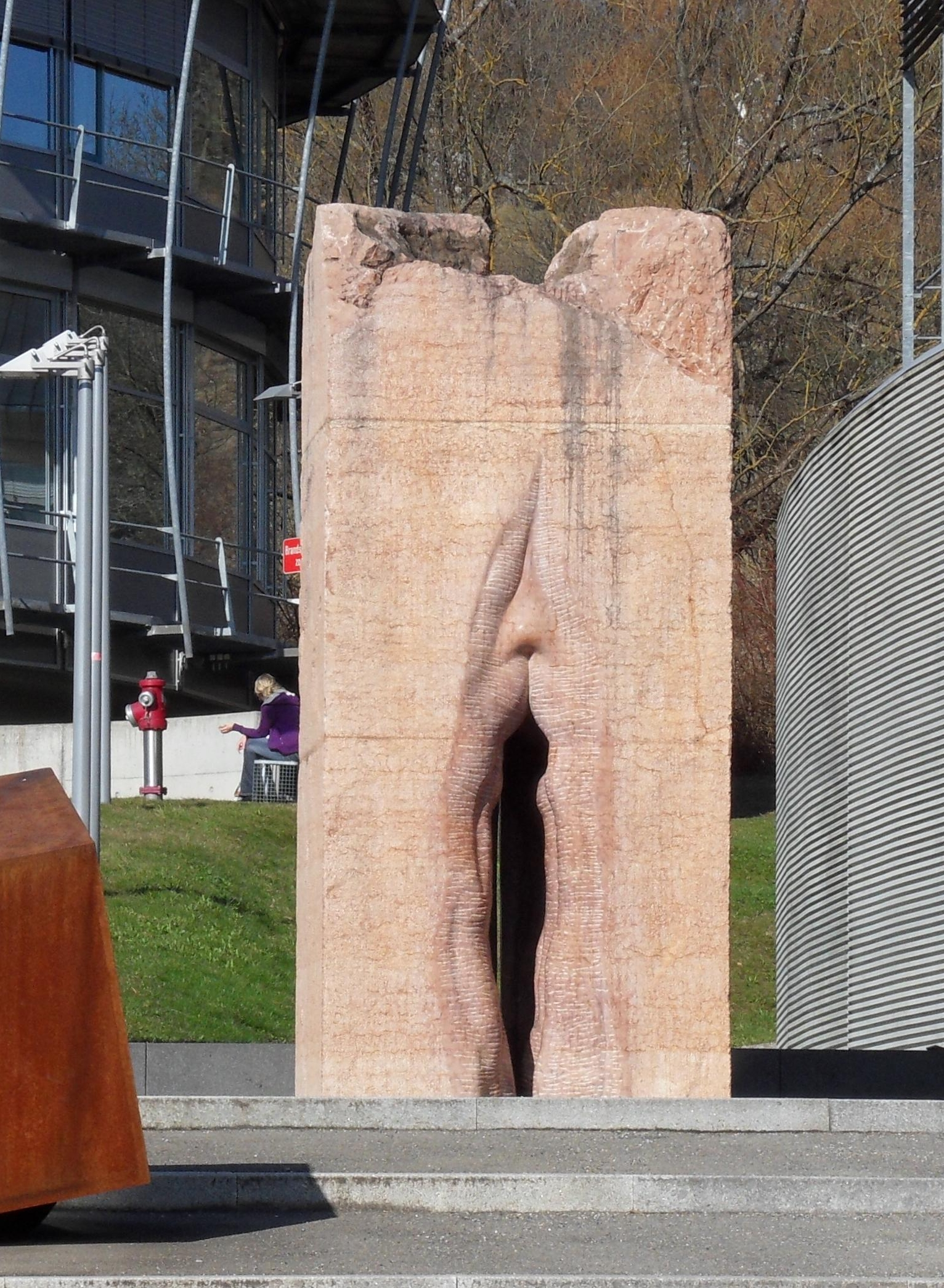
Фернандо де ла Яра. Скульптура «Пі-Чакан», Німеччина
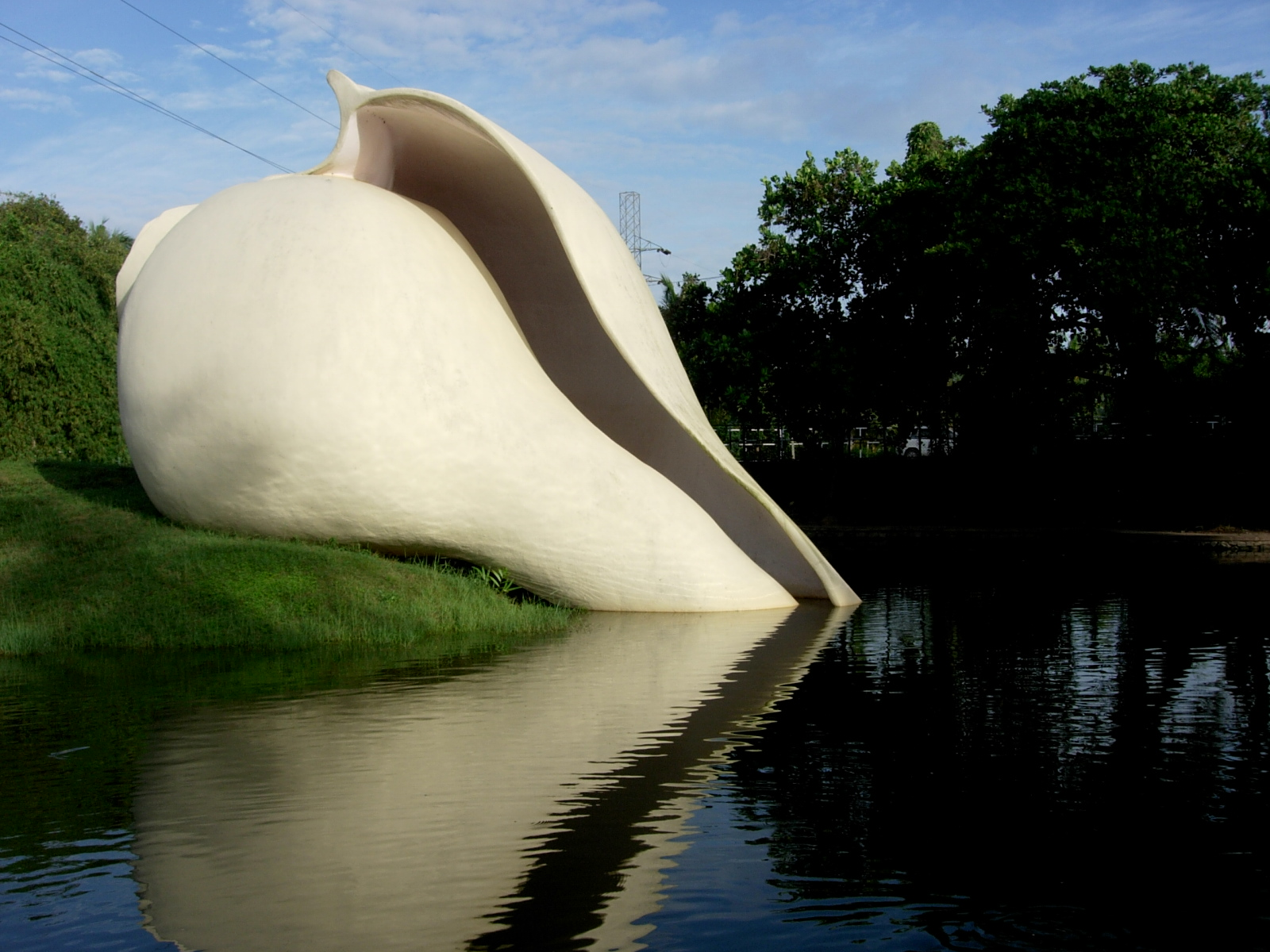
Скульптура в Аккуламі, біля Тируванантапурама, Індія
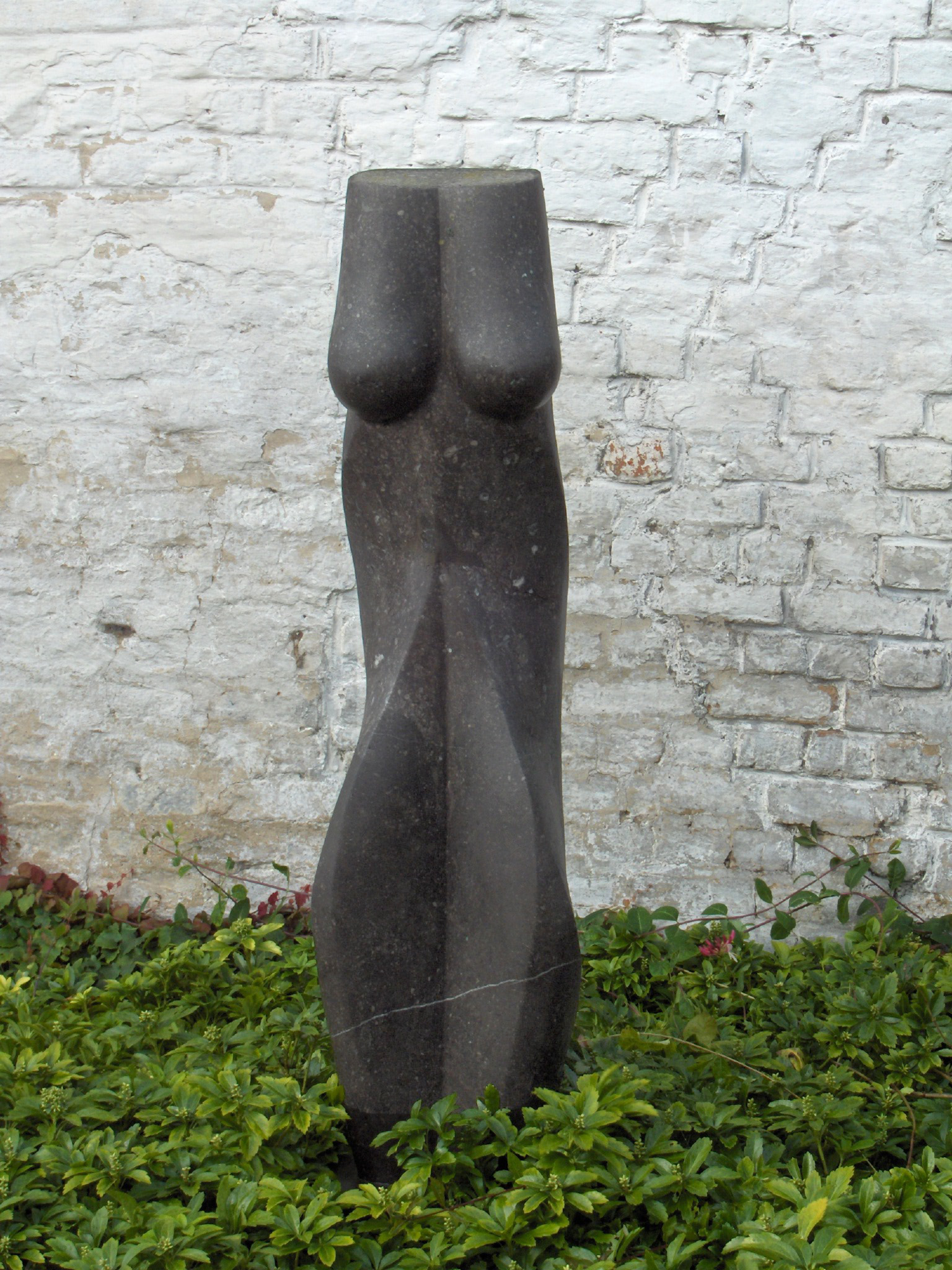
Поль Бетман. Жінка зі стилізованою вульвою
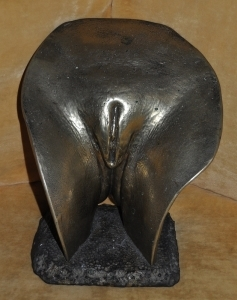
Корнеліус Рихтер. «Золота вульва», 2011
Міріам Тайз. Серія «Всесвітня вульва». 2014.

## Факти
- Назва шведського концерну Volvo буквально значить: «я кочуся» і походить від того ж латинського дієслова volvere, що й слово vulva[58][59].
- Слово «пизда» є «родичем» слову «гніздо»: «пизда» походить від пра-і.є. *písdeh₂, а «гніздо» — від *nisdós (з коренів *ni — «на», «вниз», і *sed- — «сидіти»; буквально: «де сидять», «у чому сидять»), від якого походять як укр. гніздо (прасл. gnězdo), так і лат. nīdus, англ. nest, санскр. नीड, nida — з аналогічними значеннями[9].
- У ненормативній англійській словосполучення cunt cap («шапочка-вульва») означає «пілотка»[60]
- Грецько-латинське слово «німфи» (nymphae), яким іноді звуть малі статеві губи, колись вживалось щодо зовнішніх вульви взагалі (у тому числі й клітора).
- Для лікування жіночих хвороб, зокрема істерії, лікарі Стародавнього Єгипту рекомендували змащування вульви мазями та окурювання ароматичними речовинами[61]. Сучасна нетрадиційна медицина пропонує окурювання вульви як засіб проти безпліддя[62]. Дієвість цих методів не підтверджена. Для лікування істерії, яка колись пов'язувалася з порушенням функціювання матки, лікарі XIX ст. застосовували масаж вульви. Його здійснювали як руками, так і за допомогою сильного струменя води. Згодом був винайдений спеціальний масажер, який став прабатьком сучасного вібратора[63][64].
- У геральдиці щит герба неодружених жінок та вдів має форму ромба — одного з символів вульви[65].
- У рослинному світі вульві відповідає приймочка — верхня частина квіткової маточки покритонасінних. На відміну від вульви тварин і людини, приймочка рослин не є зовнішнім виходом статевих шляхів, а лише своєрідним «ґрунтом», на якому проростає пилкове зерно. Пилкова трубочка (проросле зерно), яка відповідає пенісу, доставляє чоловічі статеві клітини у зав'язок.
- Квітка тропічної рослини кліторія дещо схожа на широку вульву: вітрило нагадує великі статеві губи, весла — малі, а прихований за ними човник — клітор. Завдяки цій схожості рослина й отримала свою родову назву.